# Personnages de Skylanders
 (juin 2018).
Si vous disposez d'ouvrages ou d'articles de référence ou si vous connaissez des sites web de qualité traitant du thème abordé ici, merci de compléter l'article en donnant les références utiles à sa vérifiabilité et en les liant à la section « Notes et références ».
Cet article regroupe tous les personnages de la série de jeux vidéo Skylanders, développée par Activision.

## Skylanders

### Skylanders de l'air
Blades (ブレード, Burēdo) est un dragon bleu en armure originaire du pays de Scalos et issu d'une longue lignée de dragons qui protégeait le donjon du château. Il rêvait d'avoir l'honneur de devenir un chevalier, bien que cela ne soit considéré comme un honneur. Mais soudain, le "Serpent d'or de la peur", une créature qui hibernait depuis un siècle, sema la terreur, et lorsque Blades intervenint, il lui proposa de prendre sa place dans le donjon pour l'éternité pour qu'il puisse quitter le royaume sans semer le trouble. Blades accepta la proposition, mais fit disparaître par la même occasion le Serpent; en effet, le seul moyen de vaincre le monstre était d'affronter ses peurs. Maître Eon lui fera la proposition de devenir un Skylander, proposition que Blades accepta.
Figurines : Skylanders: Trap Team Blades série 1, Blades série 1 légendaire (bleu et or).

#### Boom Jet
Boom Jet (ブームジェット, Būmujetto), doublé par Roger Craig Smith en anglais et Franck Sportis en français, est un humanoïde casse-cou venant de la Plaine des nuages houleux qui s'entraîne jour et nuit pour devenir le meilleur surfeur des Skylands. Mais quand les Ténèbres se mettent à dévorer son village natal, Boom Jet utilisera sa dextérité aérienne pour sauver la population, et parvient à sauver les habitants avant que tout le village ne soit englouti. Boom Jet va apprendre que la protection des Skylands comptait plus que sa gloire personnelle, et décide de rejoindre les Skylanders.
Figurine : Skylanders: Swap Force Boom Jet swap force.

#### Breeze
Breeze, est la version mini de Whirlwind, il n'a pas d'histoire qui lui est propre.
Figurine : Skylanders: Trap Team Breeze mini.

#### Fling Kong
Fling Kong (情事香港, Jōji Honkon) est un singe blanc anthropomorphe qui dirige un tapis volant et utilise un frisbee pour combattre. Il est le protecteur de Kubla-Wa, une idole simiesque légendaire, et s'entraînait dur à un art mystérieux, le "Monk-Ru". Malheureusement, un certain Général Snot et sa bande de Gorilla-Goos veulent s'emparer de l'idole, qui était faite en or massif. Par chance, Fling Kong est intervenu à temps, et parvient à maîtriser les Gorilla-Goos. Depuis, il est devenu un Skylander.
Figurine : Skylanders: Trap Team Fling Kong série 1.

#### Free Ranger
Free Ranger (無料レンジャー, Muryō renjā) est un poulet anthropomorphe vêtu d'une tenue bleue et armé de lames appelées "Lames des Tempêtes". Alors qu'il n'était qu'un œuf, la foudre va le fracasser lors d'une tempête. Depuis, Free Ranger décide de devenir le plus grand chasseur de tempêtes jamais connu. Il passera sa vie à poursuivre les tornades et à chevaucher des éclairs. Mais alors que Free Ranger allait plonger dans une tempête gorgée d'énergie maléfique, il sera stoppé par Maître Eon, qui lui explique que c'était les Ténèbres qui étaient face à lui, et qu'il pouvait rejoindre les Skylanders s'il se sentait d'attaque pour les aider à les combattre. Il peut tirer des éclairs depuis ses yeux, et est capable de se transformer en tornade pour infliger des dégâts aux ennemis proches. Free Ranger est doté d'une grande impétuosité et est décrit comme étant une véritable tornade. Il est doublé par Joey Camen (en) dans la version anglaise et Xavier Fagnon dans la version française.
Figurines : Skylanders: Swap Force Free Ranger swap force, Free Ranger swap force légendaire (bleu et or).

#### Gusto
Gusto (Trap Master) était un berger des nuages pacifique, originaire du royaume Thunderclap. Il a appris à maîtriser les vents auprès du Dragon des nuages, le gardien du royaume. Un jour, il sauvera le Dragon d'une bande de chasseurs grâce à son boomerang. Gusto se vit offrir en récompense un boomerang en Traptanium, et une place parmi les Skylanders.
Figurine : Skylanders: Trap Team Gusto trap master.

#### Jet-Vac

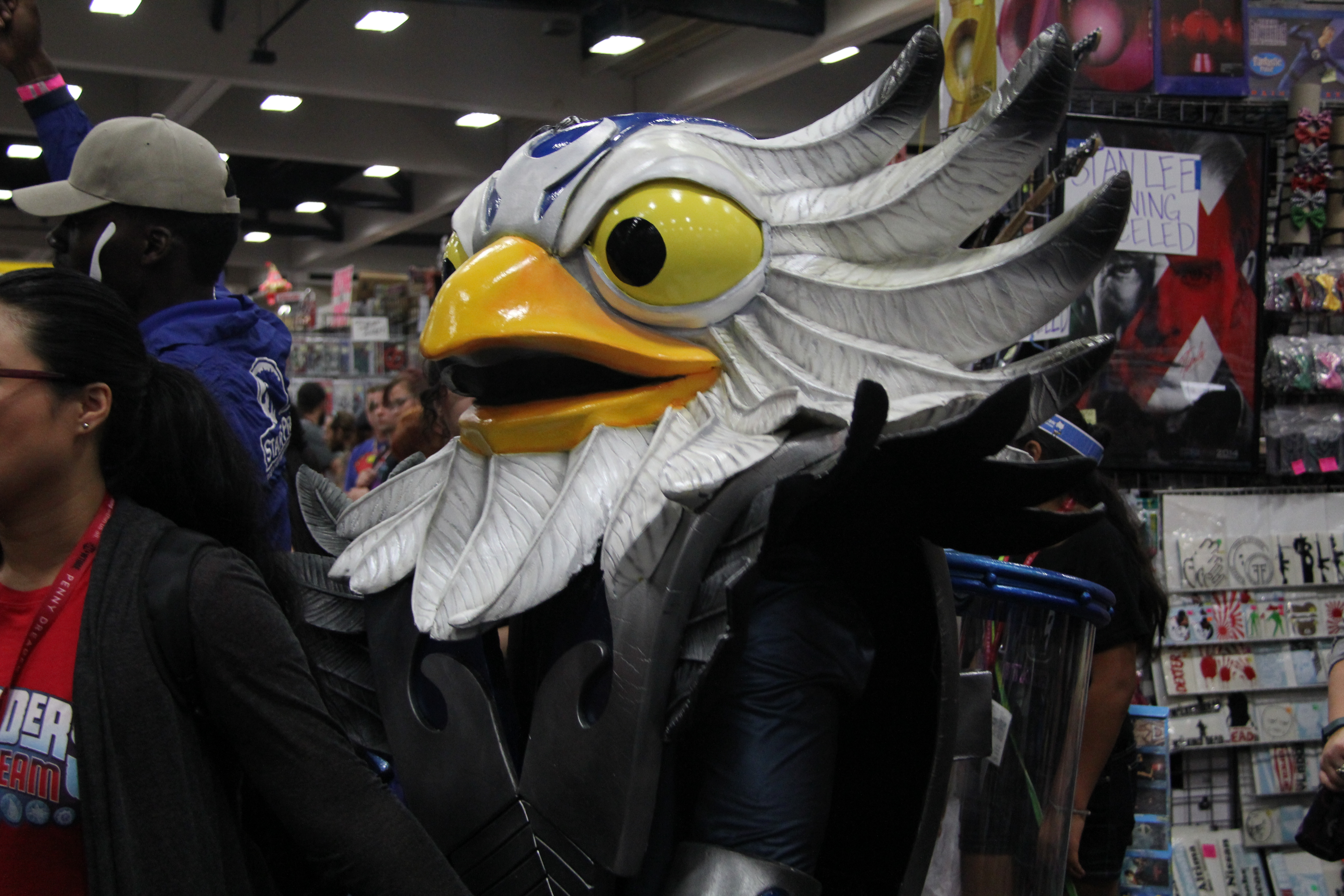
Cosplay de Jet-Vac

Jet-Vac est un jeune aigle anthropomorphe ainsi que le plus grand et le plus audacieux des barons célestes de tout Windham. Lorsque Windham fut attaqué, Jet-Vac se retrouvera confronté à un choix douloureux lorsqu'elle vit une mère tentant de protéger son fils. Il choisit finalement de sacrifier ses ailes magiques qu'on lui a donné étant petit pour que la jeune mère emmène son enfant en toute sécurité. Quand Maître Eon entendit parler de cet acte de noblesse, non seulement il invite Jet-Vac à faire partie des Skylanders, mais il lui offre un jet-pack propulseur lui permettant de voler à nouveau. Jet-Vac est aussi celui qui a convaincu la Skylander nommée Scratch après l'acte d'héroïsme de cette dernière. Il est doublé par le DJ écossais Ally Mccrae dans la version originale de Skylanders, et dans la version française, il est doublé par Antoine Tomé. Jet-Vac porte le symbole de l'Air sur la boucle de sa ceinture.
Figurines : Skylanders: Giants Jet-Vac série 1, Jet-Vac série 1 blizzard (couleurs différentes), Jet-Vac série 1 légendaire (bleu et or), Jet-Vac lightcore, Skylanders: Swap Force Turbo Jet-Vac série 2, Skylanders: Trap Team Full blast Jet-Vac série 3, Skylanders: SuperChargers Hurricane Jet-Vac SuperCharger, Hurricane Jet-Vac légendaire SuperCharger.

#### Lightning Rod
Lightning Rod (ライトニングロッド, Raitoninguroddo) est un géant des tempêtes vivant dans le royaume des nuages. Ses actes héroïques et sa stature électrique ont fait de lui le plus célèbre géant du royaume. Mais les trophées et l'admiration ne suffisaient pas pour satisfaire Rod. C'est alors qu'il rencontrera Spyro, qui lui raconta ses aventures dans des terres lointaines. Très intéressé par ses histoires, Rod décide d'accompagner Spyro, et après avoir discuté avec Eon, il devint un Skylander. Lightning Rod ressemble beaucoup à Zeus, le grand dieu grec. Il est doublé par Alex Ness.
Figurines : Skylanders: Spyro's Adventure Lightning Rod série 1, Skylanders: Giants Lightning Rod série 2, Metallic violet Lightning Rod série 2 (violet métallisé).

#### Pet-Vac
Pet-Vac est la version mini de Jet-Vac, il n'a pas d'histoire qui lui est propre.
Figurine : Skylanders: Trap Team Pet-Vac mini, Power punch Pet-Vac mini (tenue rouge).

#### Pop Thorn
Pop Thorn (ソーンのポップ, Sōn no poppu) est un des membres de la race des Épinoux, de timides créatures ressemblant à des poissons-globes qui se gonflent en projetant des épines quand ils ont peur. Les Trolls se servaient longtemps des Épinoux comme de peignes pour démêler leurs cheveux. Se sentant infligé de voir ses siens utilisés comme de vulgaires peignes, Pop Thorn utilisera ses épines pour combattre les Trolls. Peu de temps après, Maître Eon le recrute chez les Skylanders. Il est doublé par Chris Edgerly.
Figurine : Skylanders: Swap Force Pop Thorn série 1.

#### Scratch
Scratch (スクラッチ, Sukuratchi), doublée par Jessie Lambotte en français, est un sphinx ailé qui porte un masque sur ses yeux. Elle passa son enfance dans une grande cité d'or et de cristal, dans les montagnes de l’Œil-de-chat. Quand des Pirates Greebles tentent de voler d'anciens cristaux enfouis à bord d'aéronefs, Scratch revêt une armure spéciale et entra dans une bataille épique contre les Greebles. Elle parviendra à repousser la menace et à protéger la cité. Jet-Vac va entendre parler de cet exploit, et va recruter Scratch au sein des Skylanders.
Figurine : Skylanders: Swap Force Scratch série 1.

#### Sonic Boom
Sonic Boom (ソニックブーム, Sonikkubūmu), doublée par Céline Melloul dans la version française et Lani Minella dans la version anglaise, est un griffon noir femelle qui se réfugia au sommet d'une haute montagne pour protéger ses œufs de griffon. Malheureusement, un magicien corrompu utilisa une cape d'invisibilité pour s'infiltrer près du nid de Sonic Boom et prendre une plume de bébé griffon. Elle le repéra, et lui lança un cri supersonique qui le fera basculer de la montagne. Le magicien se venge en lançant une cruelle malédiction à ses œufs. Désormais, les bébés griffons ne vivront que quelques instants avec leur mère avant de retourner au stade d’œuf, et ainsi de suite, dans un cycle ininterrompu. Sonic Boom décida de rejoindre les Skylanders afin d'utiliser la malédiction à son avantage, en envoyant ses bébés au combat contre les ennemis. Elle est considérée comme étant la membre maternelle des Skylanders. En plus de pouvoir envoyer ses bébés au combat, Sonic Boom possède la capacité d'envoyer de puissants cris soniques et peut voler grâce à ses ailes. Elle porte le symbole de l'Air sur ses bracelets et son casque argentés.
Figurines : Skylanders: Spyro's Adventure Sonic Boom série 1, Skylanders: Giants Sonic Boom série 2, Sonic Boom série 2 glow in the dark (phosphorescent), Sparkle Sonic Boom série 2 (gris argenté).

#### Stormblade
Stormblade est un oiseau femelle, dont les extrémités des ailes sont des lames. Elle a toujours été curieuse de découvrir quelles étaient les limites des Skylands et a voyagé très loin sans jamais les atteindre (puisqu'il n'y en a pas). Elle a même confectionné un jet, Sky Slicer, pour aller toujours plus loin. C'est un SuperCharger.
Figurine : Skylanders: SuperChargers Stormblade SuperCharger.

#### Swarm
Swarm (群れ, Mure, Giant) est un guerrier abeille qui était autrefois le prince d'une race d'insectes ayant bâti toute leur civilisation dans une grande pyramide alvéolée. Il est le seul parmi les 9000 membres de la famille royale à être imprégné d'une énergie magique qui le fit grandir bien plus que ses camarades. Il décida finalement de rompre la tradition et s'aventura dans le monde extérieur. Il rencontrera les Géants, et se joindra à eux lors du combat entre les Géants et les Arkeyans.
Figurine : Skylanders: Giants Swarm giant.

#### Thunderbolt
Thunderbolt (落雷, Rakurai, Trap Master) est un être nuageux qui a grandi dans le mont Perce-Nuage. Il utilise comme arme l'"Épée des Tempêtes", une épée de Traptanium qui peut changer les saisons des Skylands, envoyer des éclairs et créer des tornades. Thunderbolt l'a obtenue après une compétition qui se déroule chaque année au mont Perce-Nuage et une fois qu'il l'ait reprise à un Mage du givre, qui s'en est servi pour plonger les Skylands dans un hiver glacial. Il est doublé par Dave Fennoy.
Figurines : Skylanders: Trap Team Thunderbolt trap master, Clear Thunderbolt trap master (transparent).

#### Warnado
Warnado est une tortue née à l'intérieur d'une tornade magique, ce qui est un phénomène rare et puissant sur les Skylands. Il finira par s'habituer à son habitat et par apprendre les techniques secrètes de l'élément de l'Air. Depuis, c'est lorsqu'il ne bouge pas que Warnado a le vertige. Il deviendra un Skylander lorsque la Skylander Whirlwind le présenta à Maître Eon. Il est doublé par Fred Tatasciore dans la version anglaise et Gilbert Levy dans la version française.
Figurines : Skylanders: Spyro's Adventure Warnado série 1, Warnado série 1 glow in the dark (phosphorescent), Skylanders: Swap Force Warnado lightcore.

#### Whirlwind
Whirlwind (旋風, Senpū), doublée par Jennifer Fauveau dans la version française et Salli Saffioti (en) dans la version anglophone, est une dragonne de l'Air descendante des licornes, deux espèces fondamentalement opposées. Elle a toujours hésité à être dans le clan des dragons (qui enviaient sa beauté) ou le clan des licornes (qui jalousaient sa capacité de voler). Whirlwind trouva refuge dans les nuages de tempête, où elle apprit à dompter leur pouvoir. Quand les dragons et les licornes étaient attaqués par les Trolls, Whirlwind fut la première à défendre les deux espèces à la fois, en libérant sa fureur dans un puissant arc-en-ciel, visible dans plusieurs régions des Skylands. Depuis, les dragons et les licornes la voient dans une nouvelle lumière. Whirlwind va aussi aider les Elfes de Glace à se libérer de la malédiction qui a plongé leur village dans une nuit éternelle; elle leur offrit une corne de cristal appelée l'"Illuminateur", qui leur offrit le jour et leur prévient d'éventuelles attaques. C'est elle qui présentera Warnado à Maître Éon. Whirlwind fait également partie de l'élite d'Éon, c'est-à-dire qu'elle conduit les autres Skylanders au combat, ayant su prouver son courage et sa persévérance dans les pires circonstances. Elle est respectée par ses camarades Skylanders pour son dévouement sans faille aux Skylands.
Figurines : Skylanders: Spyro's Adventure Whirlwind série 1, Crystal Whirlwind série 1 (transparent), Skylanders: Giants Whirldwind série 2, Polar Whirldwind série 2 (blanc nacré), Stone Whirldwind série 2 (couleur pierre), Skylanders: Swap Force Horn Blast Whirldwind série 3, Skylanders: Trap Team Eon's elite Whirlwind.

### Skylanders de l'Eau

#### Chill
Chill fait partie du Royaume de glace où elle était la garde du corps personnelle et dévouée de la Reine de glace. Se sentant responsable de l'enlèvement de la Reine par les cyclopes, elle décida de rejoindre les Skylanders pour laver son honneur. Elle n'en oublie pas pour autant de retrouver un jour la Reine.
Figurines : Skylanders: Giants Chill série 1, Chill série 1 légendaire (bleu et or), Chill lightcore, Skylanders: Swap Force Blizzard Chill série 2.

#### Dive-Clops
Dive-Clops est un cyclope qui porte un scaphandre, c'est même le frère jumeau d'Eye-Brawl. Des pirates lui arrachèrent ses ailes alors qu'il était encore tout jeune, l'entrainant dans les fonds marins où il fut recueilli par des méduses naines. Il décida ensuite de partir à l'aventure, à l'aide de son sous-marin Dive Bomber.
Figurines : Skylanders: SuperChargers Dive-Clops SuperCharger, Missile Tow Dive-Clops SuperCharger (aux couleurs de noel : rouge et blanc).

#### Echo
Echo est une dragonne d'eau avec une peau assez proche de celle des hippocampes. Elle vivait dans un royaume bâti autour d'une énorme coquille d'huitre qui renfermait la Perle de Sagesse. Des dragons d'eau venaient de partout poser des questions à la perle, et tous les habitants proches devaient parler à voix basse, ce qui posait problème à Echo qui vivait juste à côté et qui avait un pouvoir plutôt bruyant. Un jour, un gang d'hippocampes débarquèrent et enfermèrent la perle dans une bulle incassable tirée par des chaines afin de l'emmener avec eux. Les dragons, qui avaient l'habitude de parler doucement, n'arrivaient pas à appeler à l'aide. Echo utilisa alors son souffle sonar du plus fort qu'elle pu et parvint à casser la bulle et à repousser les hippocampes. Gill Grunt eut vent de ses exploits et l'enrôla en tant que Skylanders.
Figurines : Skylanders: Trap Team Echo série 1.

#### Flip Wreck
Flip Wreck est un guerrier dauphin qui s'est mis en tête depuis son plus jeune âge d'être le protecteur du monde sous-marin. Il rejoignit les Skylanders après avoir sauvé les siens d'une horde de vickings.
Figurines : Skylanders: Trap Team Flip Wreck série 1.

#### Freeze Blade
Freeze Blade (フリーズブレイド, Furīzubureido, SWAP Force, Nitro), doublé par Paolo Domingo dans la version française, est un félin anthropomorphe qui porte un masque sur les yeux, et dont les poignets et le haut de la tête sont recouverts de glace. Il est originaire des Terres Glacées de Vesh, mais sa famille déménagera vers les Grands lacs de lave lorsqu'il était jeune. Freeze Blade s'adaptera difficilement à son nouveau foyer, mais petit à petit, il apprit à se mêler aux créatures du feu, et finit par découvrir qu'il peut patiner sur n'importe quelle surface, dont la lave en fusion. Il deviendra un Skylander après avoir défendu Eruptor face à des Mages voyous. En plus de patiner sur toutes les surfaces, Freeze Blade utilise un chakram de glace au combat, et peut tirer des rayons glaçants depuis ses yeux.
Figurines : Skylanders: Swap Force Freeze Blade swap force, Nitro Freeze Blade swap force (tenue jaune).

#### Gill Grunt
Gill Grunt est un poisson bleu anthropomorphe. Plus jeune, déjà très courageux, il rejoignit l'armée des Gillmans. C'est lors d'une de ses expéditions qu'il fit la rencontre d'une sirène enchantée, à qui il fit la promesse de revenir. C'est quelques années plus tard qu'il honora sa promesse, mais la sirène avait disparue, enlevée par des pirates. Depuis ce jour, Gill Grunt s'est mis en tête de la retrouver, et prête main-forte aux Skylanders en parallèle pour lutter contre le mal. Gill Grunt possède un jetpack ainsi qu'un canon à eau pouvant également tirer des harpons. Dans Swap Force, il peut tirer des ancres géantes. Dans Trap Team, Gill Grunt peut chevaucher un Leviathan et dans Superchargers son canon se voit remplacé par un trident en or pouvant lancer des décharges électriques, son jetpack est tout de fois conservé et son véhicule est le Riff Ripper, un véhicule marin ressemblant beaucoup à un poisson.
Figurines : Skylanders: Spyro's Adventure Gill Grunt série 1, Green Gill Grunt série 1 (vert transparent), Skylanders: Giants Gill Grunt série 2, Metallic Green Gill Grunt série 2 (vert métallique), Skylanders: Swap Force Anchor Away Gill Grunt série 3, Skylanders: Trap Team Tidal Wave Gill Grunt série 4, Eon's elite Gill Grunt, Skylanders: SuperChargers Deep Dive Gill Grunt SuperCharger.

#### Gill Runt
Gill Runt est la version mini de Gill Grunt, il n'a pas d'histoire qui lui est propre. Avant d'être un personnage jouable dans Skylanders: Trap Team, Gill Runt était un compagnon, qui se contentait de suivre un personnage.
Figurines : Skylanders: Spyro's Adventure Gill Runt sidekick, Skylanders: Trap Team Gill Runt mini.

#### King Pen
King Pen est un pingouin anthropomorphe. Ce pingouin soldat s’est retrouvé pris au piège d’une avalanche et a dû se réfugier dans une grotte pendant tout l’hiver. Pendant son long isolement, il a reçu la visite du mystérieux Maître Yéti Snow Wah qui lui a enseigné un antique style de combat appelé « Flipper-Fu ». Lorsqu’il a pu enfin sortir de sa caverne, King Pen était devenu un combattant hors-pair qui a commencé alors à faire parler de lui dans les Skylands. Maître Eon l’a donc recruté pour devenir le chef des Skylanders Sensei. Il retourna plus tard dans la grotte pour remercier son maître qu'il ne retrouva pas, se demandant même s'il existe vraiment ! Sa voix française est doublée par Maître Gims !
Figurines : Skylanders Imaginators King Pen Sensei, Dark King Pen Sensei

#### Lob Star
Lob Star est une étoile de mer. Il est né dans les profondeurs du royaume sous-marin de Star City. Lob Star menait une double vie : chef cuisinier dans un restaurant 5 étoiles, il pratique également les arts martiaux en cachant son identité. Un jour, un Léviathan géant s'attaque à Star City et plus précisément aux clients du restaurant de Lob Star, l'obligeant à révéler son identité. Grâce à ses techniques, il parvint à repousser le Léviathan, et se fit remarquer par Maitre Eon qui l'enrôla dans les Skylanders, dans la Trap Team plus précisément.
Figurines : Skylanders: Trap Team Lob Star trap master, Winterfest Lob Star trap master (couleur de Noël).

#### Punk Shock
Bien malgré elle, Punk Shock est une princesse sous-marine. Fille d'une prestigieuse famille royale, elle n'a jamais accepté son statut, et a toujours préféré voyager et user de son arbalète électrique. En rentrant d'un voyage, elle découvrit son royaume gelé, par un tour de magie des Trolls des neiges à la recherche du trésor. Elle parvint à vaincre toute l'armée et faire fondre le royaume grâce à son arbalète. Ayant eu vent de son courage, c'est Gill Grunt qui se chargea de la recruter pour les Skylanders.
Figurine : Skylanders: Swap Force Punk Shock série 1.

#### Rip Tide
Rip Tide est un aquaguerrier, pour ne pas dire l'un des meilleurs. Amateur des jeux du récif et autres tournois, il était toujours prêt à faire des démonstrations de ses techniques de l'eau et à s'adapter à n'importe quel adversaire. Maitre Eon ne pouvait que vouloir le recruter, mais Kaos tenta de l'en empêcher en envoyant une légion de calamars sur Rip Tide. Les pauvres furent tous assommés, et Rip Tide pu rejoindre les Skylanders.
Figurines : Skylanders: Swap Force Rip Tide série 1, Green Rip Tide série 1 (vert transparent).

#### Slam Bam
Slam Bam est une sorte de Yeti à 4 bras. Il vivait seul sur un glacier et profitait de la vie en surfant sur la glace, en mangeant des glaces et en scultant... de la glace. Une vie paisible qui s'arrêta le jour où Kaos détruisit le glacier, laissant Slam Bam sur un morceau de glace errant dans les cieux. C'est sur l'ile de Maitre Eon que Slam Bam se réveilla, et reçu un entrainement pour devenir un Skylanders.
Figurines : Skylanders: Spyro's Adventure Slam Bam série 1, Skylanders: Giants Slam Bam série 2, Slam Bam série 2 légendaire (bleu et or), Skylanders: SuperChargers Eon's Elite Slam Bam.

#### Snap Shot
Snap Shot est un crocodile bleu qui est disponible dans le pack de démarrage (version console). Il venait d'une longue lignée de crocodiles qui vivaient dans les Estuaires éloignées, où il chassait des chompies pour le sport. Snap Shot s'est aventuré dans le monde pour apprendre de nouvelles techniques qu'il pourrait utiliser pour traquer des monstres plus difficiles. Il a voyagé très loin, à perfectionner ses compétences de tir à l'arc avec les elfes et ses aptitudes à la chasse avec les loups. Bientôt, il était chasseur le plus vénéré de monstre dans Skylands, qui fut une réputation qui a attiré l'attention de Maître Eon. C'est alors que Snap Shot est devenu le leader des Trap Masters, une équipe courageuse de Skylanders qui maîtrisaient des armes légendaires en Traptanium pur. C'est cette équipe d'élite qui a traqué et capturé les méchants les plus célèbres que les Skylands avait jamais connus!
Figurines : Skylanders: Trap Team Snap Shot trap master, Dark Snap Shot trap master (noir et argent).

#### Thumpback
Thumpback est une baleine à bosse qui faisait jadis partie de l'équipage du Phantom Tide, un vaisseau pirate redoutable. Ce n'est pas la piraterie qui l'attirait, mais plutôt le fait de naviguer sur un grand navire, et la pêche. C'est d'ailleurs en hameçonnant un très rare crabe géant des nuages qu'il bascula par-dessus bord. Un mal pour un bien, puisque le Phantom Tide fut exilé peu après dans le Coffre d'exils. Libéré de son statut de pirate, il fut l'un des premiers Skylanders.
Figurine : Skylanders: Giants Thumpback giant.

#### Thumpling
Thumpling est la version mini de Thumpback, il n'a pas d'histoire qui lui est propre. Avant d'être un personnage jouable dans Skylanders: Trap Team, Thumpling était un compagnon, qui se contentait de suivre un personnage.
Figurines : Skylanders: Giants Thumpling sidekick, Skylanders: Trap Team Thumpling mini.

#### Wash Buckler
Wash Buckler est un poulpiton, qui comme Thumpback passa une grande partie de sa vie sur un vaisseau pirate. Il voyait et voulait la piraterie autrement que dans la destruction et le pillage. Il parvint même à convaincre des pirates que l'on pouvait agir héroiquement et sans avoir cette attitude qui effraie les populations. Évidemment, tout le monde n'était pas en accord avec ses idées et certains essayaient de contrecarrer ses projets. Ce n'était sans compter sur son talent et sa bravoure, ce qui lui valut d'être recruté par Maitre Eon.
Figurines : Skylanders: Swap Force Wash Buckler swap force, Dark Wash Buckler swap force (noir et argent), Gold Wash Buckler swap force (or).

#### Wham-Shell
Wham-Shell est un crustacé anthropomorphe. Il régnait en maitre d'un royaume paisible des Skylands jusqu'au jour où une légion de Troll vinrent semer le chaos. Wham-Shell, grâce à sa masse, héritage des anciens rois, parvient à repousser les Trolls. Cet acte lui a permis d'avoir une place chez les Skylanders.
Figurines : Skylanders: Spyro's Adventure Wham-Shell série 1, Crystal Wham-Shell série 1 (transparent), Skylanders: Swap Force Wham-Shell Lightcore.

#### Zap
Zap est un dragon de sang royal. Malheureusement, alors qu'il était encore tout jeune, un raz-de-marée dévasta son royaume et l'emporta dans un océan lointain, où il fut recueilli et élevé par des anguilles électriques. Grâce à un harnais spécial, il apprit à envoyer des décharges électriques. Également très rapide, il ne mit pas longtemps à laisser derrière lui la réputation d'un valeureux défenseur des Skylands.
Figurines : Skylanders: Spyro's Adventure Zap série 1, Glow in the dark Zap série 1 (phosphorescent), Skylanders: Giants Zap série 2.

### Skylanders du Feu

#### Blast Zone
Blast Zone (ブラストゾーン, Burasutozōn), doublé par Olivier Cordina dans la version française et Jess Harnell dans la version anglaise, est un jeune chevalier de feu qui faisait partie des démineurs des Skylands, dont l'objectif est de désamorcer les bombes des Trolls. Cependant, ces derniers, fatigués de l'interférence de Blast Zone, décidèrent de s'en prendre à lui en jetant une centaine de bombes dans sa cheminée la nuit. Malheureusement, Blast Zone va rapidement réagir, et avala toutes les bombes avant de vomir un jet enflammé aux Trolls, qui s'enfuient. Maître Eon va entendre parler de cette histoire, et comprit que Blast Zone avait l'étoffe d'un Skylander.
Figurines : Skylanders: Swap Force Blast Zone swap force, Dark Blast Zone swap force (noir et argent).

#### Eruptor
Eruptor (イラプター, Iraputā) est une créature de lave qui fait partie d'une espèce qui vivait dans les profondeurs terrestres, avant qu'une éruption volcanique projette toute sa civilisation à la surface des Skylands. Il est très colérique, et pour se calmer, il prend des bains de lave dans des lieux pas trop fréquentés (c'est-à-dire partout où il y a de la lave). Il se peut aussi qu'Eruptor ait des problèmes gastriques, car il ne peut s'empêcher de roter et de vomir de la lave au grand dégoût des autres Skylanders, mais ces problèmes gastriques sont un avantage car il peut s'en servir pour attaquer ses ennemis. Eruptor est capable de lancer des boules de feu, de créer une flaque de lave et en cracher. Dans Superchargers il possède un lance de feu. Il est doublé par Keith Farley dans la version anglaise et Julien Chatelet dans la version française.
Figurines : Skylanders: Spyro's Adventure Eruptor série 1, Silver Eruptor série 1 (argent), Skylanders: Giants Eruptor série 2, Eruptor flocké série 2 (recouvert d'une feutrine blanche), Eruptor lightcore, Skylanders: Swap Force Lava Barf Eruptor série 3, Volcanic Eruptor série 3 (noir au lieu de rouge), Skylanders: Trap Team Eon's Elite Eruptor, Skylanders: SuperChargers Lava Lance Eruptor SuperCharger, Patina Eruptor SuperCharger.

#### Fire Kraken
Fire Kraken (火災クラーケン, Kasai kurāken) est un dragon chinois anthropomorphe qui était élevé dans une petite île au milieu d'un océan de feu. Il était le plus agile de tous les guerriers de sa tribu. Lorsqu'une flotte de navires des Trolls de feu arrivaient sur l'île pour dérober le Cœur ardent, un légendaire cristal élémentaire qui alimentait les mers de feu, Fire Kraken décida d'agir et força les Trolls à battre en retraite à l'aide du bâton magique qui lui permet de contrôler les flammes. Il rejoignit ensuite les Skylanders afin de mettre ses compétences au service des gens dans le besoin. Il est doublé par Billy West dans la version anglaise et Gilbert Levy dans la version française.
Figurines : Skylanders: Swap Force Fire Kraken swap force, Jade Fire Kraken swap force (vert au lieu de rouge), Fire Kraken swap force Gold Dev Team Edition 2013 (or).

#### Flameslinger
Flameslinger (フレイムスリンガー, Fureimusuringā) est un archer elfe doté d'une précision incroyable. Il porte d'ailleurs un bandeau rouge sur les yeux pour montrer qu'il n'a pas besoin de voir pour viser. Il a en sa possession un arc et des bottes magiques, donnés par un esprit du feu qu'il a sauvé de l’extinction. Depuis, il fait partie des Skylanders. Il est doublé par Keith Szarabajka. Il est également capable de laisser une traînée de flammes derrière lui quand il court. Il retire néanmoins son bandeau dans un trailer de Skylanders: Giants lorsqu'il voit pour la première fois un Giant, mais en retirant son bandeau, il révèle avoir... un second bandeau mais de couleur jaune. Il s'agit peut-être d'un gag pour l'humour.
Figurines : Skylanders: Spyro's Adventure Flameslinger série 1, Gold Flameslinger série 1 (or), Skylanders: Giants Flameslinger série 2, Gold Flameslinger série 2 (or).

#### Fryno
Fryno est un rhinocéros anthropomorphe qui porte une tenue de biker et des gants en métal dont la puissance varie selon la chaleur autour de lui, qu'il peut augmenter en martelant le sol. Il faisait partie d'un gang de motards appelé la "Brigade des motards flamboyants", jusqu'à ce qu'il apprenne que son groupe était impliqué dans des vols partout dans les Skylands. Fryno leur demanda réparation, puis s'engagea dans une bataille épique dans lequel il sortira vainqueur. Il alla redonner tous les biens que ses anciens camarades avaient volé, lorsqu'il rencontra Maître Eon, qui, impressionné par son caractère et ses compétences au combat, l'invite à rejoindre les Skylanders. Il a souvent des problèmes de colère, et doit consulter un psychiatre de temps en temps.
Figurines : Skylanders: Swap Force Fryno série 1, Skylanders: Trap Team Hog Wild Fryno série 2.

#### Hot Dog
Hot Dog (ホットドッグ, Hottodoggu), doublé par Benjamin Pascal dans la version française est un chien de feu né dans les profondeurs du Volcan Popcorn. Des Skylanders en mission l'ont rencontré après qu'il a atterri dans leur camp et brûlé la tente de Gill Grunt. Pour se faire pardonner, Hot Dog mettra son flair à leur service, et les aidera même à combattre un golem de lave qui les menaçaient. Les Skylanders, qui étaient impressionnés par sa bravoure et sa loyauté, l’emmenèrent à la citadelle d'Eon, qui en fait l'un des leurs. Il porte le symbole du feu sur le médaillon accroché à son collier.
Figurines : Skylanders: Giants Hot Dog série 1, Molten Hot Dog série 1 (couleurs inversées), Hot Dog série 1 Bronze E3 2013 (bronze), Skylanders: Swap Force Fire Bone Hot Dog série 2, Cristal Green Hot Dog série 2 (transparent et flammes vertes), Cristal Red Hot Dog série 2 (transparent et flammes rouges), Cristal Violet Hot Dog série 2 (transparent et flammes violettes).

#### Hot Head
Hot Head (ホットヘッド, Hottoheddo) doublé par Patrick Seitz dans la version anglaise et Frédéric Souterelle dans la version française, est un Golem de feu au tempérament explosif. Lorsqu'il découvre de l'huile magique dans les Skylands, il fut excité et décida de sauter dans le bassin d'huile, provoquant l'explosion de l'île entière. Bien qu'elle ait été vaporisée après l'explosion, l'huile magique fut imprégnée sur Hot Head, qui peut à présent tirer de l'huile sur ses ennemis et produire du carburant.
Figurine : Skylanders: Giants Hot Head giant, Sparkle Hot Head giant (argent).

#### Ignitor
Ignitor (点火装置, Tenka sōchi) est un esprit de feu enfermé dans une armure d'acier maudit. Lors de sa première mission en tant que chevalier, Ignitor s'est fait duper par une sorcière qui lui offrit une armure censée être à l'épreuve des flammes des dragons. Il décida d'affronter un dragon à l'intérieur d'une tanière, où un seul souffle de feu lui suffit pour être transformé en esprit de feu et être lié à l'armure pour l'éternité. Ignitor se consacre désormais à la protection des Skylands, ainsi qu'à la recherche de la sorcière qui l'a dupé. Il est doublé par Dwight Schultz dans la version anglaise et Antoine Tomé dans la version française.
Figurines : Skylanders: Spyro's Adventure Ignitor série 1, Skylanders: Giants Ignitor série 2, Flameslinger série 2 légendaire (bleu et or).

#### Ka-Boom
Ka-Boom est un humanoïde rouge à la musculature imposante, originaire de la Forge des munitions, une île volcanique où les habitants fabriquent des machines utilisées dans tous les Skylands. L'arme de Ka-Boom est le "Canon Boom", un canon en Traptanium rouge connue pour être la plus puissante arme anti-pirates jamais conçue. Ka-Boom s'en est servi pour abattre les vaisseaux pirates du capitaine Ironbeard.
Figurine : Skylanders: Trap Team Ka-Boom trap master.

#### SmallFry
SmallFry est la version mini de Fryno, il n'a pas d'histoire qui lui est propre.
Figurine : Skylanders: Trap Team SmallFry mini.

#### Smolderdash
Smolderdash (くすぶりダッシュ, Kusuburidasshu) est une Skylander de couleur noire doublée par Grey DeLisle dans la version originale et Christine Pâris dans la version française. Elle rêvait de devenir une protectrice royale du Temple du feu, l'endroit où se trouve la "Première flamme", une torche sacrée allumée par la source originale du feu. Malheureusement, son peuple pense qu'elle n'aurait jamais cet honneur, car Smolderdash est née durant une éclipse, et à cause de cela, elle était considérée comme maudite. Le jour où Kaos vola la torche pour allumer les bougies de son gâteau d’anniversaire, elle partit à sa recherche. Elle parviendra à pénétrer son repaire et à récupérer la "Première flamme", avant que Kaos ne puisse souffler ses bougies. Smolderdash reviendra chez elle en championne, mais refusera toutefois la proposition qu'on lui a faite de devenir protectrice royale, car elle décida d'aider les Skylanders à combattre Kaos. Elle est armée d'un fouet de feu, peut tirer des orbes ardentes et devenir plus puissante pendant un certain moment grâce à une attaque nommée Éclipse.
Figurines : Skylanders: Swap Force Smolderdash série 1, Smolderdash lightcore, Snowderdash lightcore (blanc nacré et bleu).

#### Spitfire
Spitfire est un serpent ailé, constitué d'un feu incandescant bleu. Pilote redoutable, il est revenu dans la compétition après un terrible accident mais a dû renoncer au championnat pour aller mettre fin aux agissements de Kaos. Il s'agit d'un SuperCharger, son véhicule est le bolide Hot Streak.
Figurine : Skylanders: SuperChargers Spitfire SuperCharger, Dark Spitfire SuperCharger.

#### Sunburn
Sunburn (日焼け, Hiyake) est un hybride dragon/phénix doublé par Troy Baker dans la version originale. Il s'agit du seul spécimen de cette espèce connu à ce jour. Mais cette combinaison fait de Sunburn une cible de choix pour les sorciers noirs et les chasseurs de primes qui convoitent sa capacité de se téléporter. Sunburn rejoindra les Skylanders et trouva non seulement un moyen de défendre le monde contre le mal, mais aussi une source de protection, car Sunburn est en effet la créature la plus recherché des Skylands. Sunburn est le seul Skylander de Spyro's Adventure à ne pas avoir été réédité dans la suite.
Figurine : Skylanders: Spyro's Adventure Sunburn série 1.

#### Torch
Torch (トーチ, Tōchi), doublée par Salli Saffioti (en) en anglais et Marie Diot en français, est une Skylander à la peau orange et aux cheveux enflammés. Elle possède comme arme de prédilection un soufflet lance-flammes nommé le "Boutefeu". Elle possède également un fer à cheval enflammé porte-bonheur, qu'elle a reçu en héritage de son grand-père. Avant de rejoindre les Skylanders, Torch avait vaincu un Dragon des neiges qui avait emprisonné son village dans un grand glacier.
Figurine : Skylanders: Trap Team Torch série 1.

#### Trail Blazer
Trail Blazer (トレイルブレザー, Toreiruburezā) est une licorne rouge dont le feu élémentaire a été mélangé à de la cannelle magique issue de la corne Churro de la mythique Unocorne qu'il a sauvé d'une bande de sorciers noirs. Trail Blazer a un tempérament impétueux, surtout quand il est témoin d'injustices. Il possède le pouvoir de tracer des cercles de feu autour de ses ennemis.
Figurine : Skylanders: Trap Team Trail Blazer série 1.

#### Weeruptor
Weeruptor est la version mini de Eruptor, il n'a pas d'histoire qui lui est propre.
Figurines : Skylanders: Trap Team Weeruptor mini, Eggscellent Weeruptor mini (couleur de Pâques).

#### Wildfire
Wildfire (山火事, Yama kaji), doublé par Keythe Farley dans la version anglaise et Olivier Cordina dans la version française, était un lion anthropomorphe du clan de la Griffe de feu, mais il n'était pas considéré comme un véritable membre du clan car il était entièrement doré. Il décida malgré tout de suivre le chemin du Rite d'Infornos, une épreuve de survie dont il n'était pas autorisé à y participer. Mais il se retrouva face à un scorpion des flammes géant qui menaçait les autres lions. Bien qu'il soit blessé durant le combat, le bouclier magique en Traptanium rouge de son père lui sauva la vie, et Wildfire devint plus puissant que les autres membres de son clan.
Figurines : Skylanders: Trap Team Wildfire trap master, Dark Wildfire trap master (noir et argent).

### Skylanders de la Lumière

#### Astroblast
Astroblast un voyageur en combinaison spatiale, il semble fait d'un cristal lumineux, dont est également composé son pistolet blaster. Il a dû affronter une horde de trolls afin de protéger la relique Faillotron. Il s'agit d'un Skylanders Super Charger, son véhicule est un vaisseau spatial : Sun Runner.
Figurine : Skylanders: SuperChargers Astroblast, Astroblast légendaire.

#### Knight Light
Knight Light est un chevalier ailé, gardien de la lumière stellaire. Le méchant Luminous qui voulait s'approprier cette lumière stellaire l'affronta dans un combat de plusieurs jours mais Knight Light sortit vainqueur. La destruction du noyau de lumière jadis les firent échouer tous deux dans le royaume de la Lumière. Lorsque Kaos fit exploser la prison des nuages, une faille dans les fondements des Skylands rouvrit un passage vers ce royaume de Lumière enfoui. Knight Light est doublé par Emmanuel Garijo dans la version française, et Josh Keaton dans la version anglaise.
Figurine : Skylanders: Trap Team Knight Light Trap Master.

#### Spotlight
Spotlight est un dragonne de lumière aux écailles blanches et scintillantes. C'est Maître Eon qui la découvrit par hasard dans le Palais Prismatique alors qu'il cherchait à activer l'Orbe de Lumière. Elle sera emmenée au Cœur de Lumière, et reçut alors l'entraînement pour devenir une véritable Skylander. Elle a la capacité de tirer des rayons de lumière concentrés depuis ses yeux et d'invoquer des anneaux de lumière et des halos célestes qui blessent au contact. Misty Lee la double dans la version anglaise.
Figurine : Skylanders: Trap Team Spotlight série 1.

### Skylanders de la Magie

#### Blastermind
Blastermind vivait enfermé dans une grotte tandis que ses amis étaient menacés par un dragon. La grotte était remplie de cristaux psioniques qui lui conférèrent des pouvoirs extraordinaires lui permettant de vaincre le dragon et de rejoindre la Trap Team.
Figurines : Skylanders: Trap Team Blastermind trap master.

#### Cobracadabra
Cobracadabra est un serpent cobra charmeur de serpent. Simple assistant, son rêve était de devenir magicien, mais la grande guilde de magiciens des Mystérieusement Mabouls Magiciens du Mystère ne l'entendait pas ainsi. C'est contre ce choix que son propre maitre Mabuni lui enseigna tout ce qu'il savait. Contrariée, la guilde envoya une équipe de lapins magiques à laquelle Cobracadabra fit face avec brio en les charmant à l'aide d'une flûte magique. Ce courage et cette puissance lui ont ainsi permis de gagner sa place au sein de la guilde. avant de rejoindre les skylanders.
Figurines : Skylanders: Trap Team Cobracadabra série 1, King Cobracadabra série 1.

#### Double Trouble
Double Trouble (ダブル·トラブル, Daburu· toraburu) est un sorcier masqué utilisant un sceptre qui peut envoyer des rayons d'énergie. Après avoir avalé une plante rare censée décupler la puissance de ses sorts, Double Trouble peut à présent faire apparaître des mini-clones explosifs. Il est doublé par Alex Ness.
Figurines: Skylanders: Spyro's Adventure Double Trouble série 1, Skylanders: Giants Royal Double Trouble série 1 (violet), Double Trouble série 2.

#### Deja Vu
Deja Vu est une elfe. Alors qu'elle travaillait d'arrache-pied depuis longue date à la confection d'une machine pour accélérer la cuisson des œufs à la coque, un gang de limaces en mal de rapidité décidèrent de s'emparer de la machine. Deja Vu tenta de préparer leur arrivée, mais se retrouva coincée dans la machine et obtint ainsi des pouvoirs magiques sur le temps et put repousser les limaces.
Figurine : Skylanders: Trap Team Deja Vu série 1.

#### Dune Bug
Dune Bug (砂丘バグ, Sakyū bagu) est un scarabée destiné à défendre les secrets d'une ancienne cité Arkeyan. Le jour où il allait recevoir son bâton magique, sa ville est attaquée par des Mages des Sables. Dune Bug parvient à les repousser, et enfouira la ville sous terre afin que plus personne ne puisse l'atteindre. Il peut envoyer des rayons magiques avec son bâton, créer une grosse boule magique pour la faire rouler (comme les bousiers) et voler. Il est doublé par Nolan North.
Figurines : Skylanders: Swap Force Dune Bug série 1, Metallic Red Dune Bug série 1 (rouge métallisé).

#### Enigma
Les origines d'Enigma restent un grand mystère. On sait juste qu'il est venu d'un monde sans nom, il fut invoqué par un Mabu mystique qui cherchait un adversaire de skystones. Le malheureux et maladroit ne savait pas comment refermer le portail, laissant ainsi l'accès à des sbires des ténèbres. Enigma parvint à sceller le portail, s'interdisant dans le même temps de pouvoir rentrer chez lui. C'est grâce à ce sacrifice héroïque qu'il se vit invité à rejoindre la Trap Team. Enigma porte une capuche qui couvre tout son visage ainsi que des habits de sorcier.
Figurine : Skylanders: Trap Team Enigma trap master.

#### Hoot Loop
Hoot Loop (やじるループ, Yajiru rūpu), doublé par Emmanuel Curtil dans la version française et doublé par Robin Atkin Downes dans la version anglaise, est un hibou humanoïde élevé par une guilde de magiciens d'un célèbre cirque ambulant. Dans sa jeunesse, Hoot Loop va apprendre à maîtriser le pouvoir des illusions et parviendra même à obtenir le pouvoir de se téléporter. Maître Eon va le convaincre de rejoindre les Skylanders après qu'Hoot Loop ait libéré le cirque d'une attaque de Greebles déguisés en clowns. Hoot Loop a un tic qui le fait souvent cligner d'un œil ou d'un autre.
Figurines: Skylanders: Swap Force Hoot Loop swap force, Enchanted Hoot Loop swap force (tenue noire et blanche).

#### Minijini
Minijini est la version mini de Ninjini, elle n'a pas d'histoire qui lui est propre. Avant d'être un personnage jouable dans Skylanders: Trap Team, Minijini était un compagnon, qui se contentait de suivre un personnage.
Figurines : Skylanders: Giants Minijini sidekicks, Skylanders: Trap Team Minijini mini.

#### Ninjini
Ninjini était la plus célèbre ninja magique des temps anciens avant qu'une sorcière jalouse l'enferme dans une bouteille enchantée pendant plusieurs années. Ninjini en profitera pour peaufiner sa technique du combat à deux épées, prisonnière de sa bouteille et, un jour, elle parvient à s'en libérer par la force de la volonté. Elle est doublée par Laura Bailey en anglais et Chantal Baroin en français.
Figurines: Skylanders: Giants Ninjini giant, Scarlet Ninjini giant (tenue rouge, cheveux brun).

#### Pop Fizz
Pop Fizz (ポップ·フィズ, Poppu· fizu) est un mystérieux alchimiste fou qui, en buvant une potion spéciale, devient un puissant "Berzerker". En dehors de ce pouvoir, Pop Fizz peut jeter des potions et créer des potions sur pattes. Il est doublé par Bobcat Goldthwait en anglais et Marc Saez en français. Le symbole de la Magie de Pop Fizz est visible sur le dos de son sac.
Figurines : Skylanders: Giants Pop Fizz série 1, Punch Pop Fizz série 1 (rouge), Pop Fizz Lightcore, Skylanders: Swap Force Super Gulp Pop Fizz série 2, Skylanders: Trap Team Fizzy Frenzy Pop Fizz série 3, Love Potion Pop Fizz série 3 (rose), Skylanders: SuperChargers Big Bubble Pop Fizz SuperCharger, Birthday Bash Pop Fizz SuperCharger.

#### Splat
Splat est un mouton rose femelle anthropomorphe. Elle vivait une vie bien rangée, trop pour elle, qui rêvait d'aventure et de batailles. Elle s'entrainait en cachette contre des chompies à la sortie de l'école, jusqu'au jour où elle eut recours à cet entrainement pour sauver son village d'une attaque de Drows. C'est un SuperCharger qui navigue sur les mers aux commandes de son hors-bord Splatter Splasher.
Figurines : Skylanders: SuperChargers Splat SuperCharger, Power Blue Splat SuperCharger.

#### Spry
Spry est la version mini de Spyro, il n'a pas d'histoire qui lui est propre.
Figurine : Skylanders: Trap Team Spry mini.

#### Spyro
Spyro (スパイロ, Supairo) est un dragon violet qui est déjà apparu dans d'autres jeux avant Skylanders. Il vient d'une ancienne lignée de dragons violets d'un royaume lointain et sera invité à rejoindre les Skylanders par Maître Eon. Il peut cracher des boules de feu, charger sur les ennemis avec ses cornes et voler avec ses ailes. Il est doublé par Josh Keaton dans la version anglaise, Martin Watier dans la version québécoise et Damien Ferrette dans la version française.
Figurines : Skylanders: Spyro's Adventure Spyro série 1, Spyro série 1 légendaire (bleu et or), Dark Spyro série 1 (noir et argent), Chrome 2012 E3 Spyro série 1 (chromé), Skylanders: Giants Spyro série 2, Skylanders: Swap Force Mega Ram Spyro série 3, Dark Spyro série 3 (noir et argent), Skylanders: Trap Team Eon's Elite Spyro.

##### Dark Spyro
Dark Spyro (暗いスパイロ, Kurai Supairo) est l'alter-ego obscur de Spyro. Il est plus agressif, plus erratique et plus sombre que sa version normale. Lorsque le Cœur de lumière était sur le point d'être corrompu par les Ténèbres, la peau violette de Spyro commença à virer au noir et de la magie obscure l'enveloppa sous forme d'éclairs. Les sorts d'Eon parviendront à sauver Spyro d'un destin macabre. Avec le temps et sous la tutelle de Maître Eon, Spyro parvient à maîtriser sa magie obscure, et lorsqu'il exploite cette énergie, il devient Dark Spyro. Seul le cœur pur de Spyro et son contrôle l'empêche d'être entièrement consumé par les Ténèbres.
C'est la seule variante de skylander qui possède une histoire différente de sa version normale.

#### Star Strike
Star Strike (スターストライク, Sutāsutoraiku), doublée par la magicienne Misty Lee dans la version originale et Frédérique Marlot dans la version française est une magicienne extra-terrestre. Elle est apparue d'une manière un peu atypique : Un jour, alors qu'il fouillait ses vieux livres de magie, Kaos est tombé sur un sort rare et extrêmement puissant qui aurait le pouvoir de bannir les Skylanders, il a alors commencé à le réciter. Mais il a éternué en plein milieu de la récitation. Résultat : au lieu de bannir les Skylanders, il a invoqué Star Strike. Elle est munie d'une paire d'éventails qui peuvent tirer de puissantes étoiles. Elle porte le symbole de la Magie sur ses éventails (si on les met ensemble), sur sa robe et sur le bouton de sa cape.
Figurines : Skylanders: Swap Force Star Strike série 1, Star Strike Lightcore, Enchanted Star Strike Lightcore (tenue noire et blanche).

#### Trap Shadow
Trap Shadow (トラップ影, Torappu kage), doublé par Olivier Cordina dans la version française, est une panthère anthropomorphe, membre d'une tribu de chasseurs d'élite dans une région isolée des Skylands. Après avoir piégé une bande de sorciers maléfiques qui voulaient utiliser Trap Shadow pour capturer Maître Eon, ce dernier lui demandera de rejoindre les Skylanders.
Figurines : Skylanders: Swap Force Trap Shadow swap force, Bronze Trap Silver Shadow swap force (corps bronze, jambes argent).

#### Voodood
Voodood est un puissant sorcier Orc. Il est armé de la légendaire Hache du Ravage, qui était utilisé pour tuer un immense dragon (Voodood porte d'ailleurs le crâne dudit dragon sur sa tête). Voodood va devenir le premier des guerriers de son village et rejoindra les Skylanders peu après. Il parle toujours de lui à la troisième personne. Il est doublé par André Sogliuzzo.
Figurine : Skylanders: Spyro's Adventure Voodood série 1, Skylanders: SuperChargers Voodood Eon's Elite.

#### Wrecking Ball
Wrecking Ball (ボールを破壊, Bōru o hakai) est un petit ver bleu qui, après avoir bu le breuvage magique d'un vieux magicien, devient 20 fois plus gros qu'avant et dispose à présent d'une très longue langue collante. Il dévorera le magicien et sera recruté chez les Skylanders par Maître Eon, qui était intéressé par ses pouvoirs, qui consistent à dévorer les ennemis avec sa langue, se tourner en boule pour charger sur ses ennemis et lâcher des rots dévastateurs. Il est doublé par Ryan Cooper dans la version originale et Fanny Bloc dans la version française. Wrecking Ball était l'animal de compagnie favori de Maître Eon, qui était aussi celui qui lui a donné le nom de "Wrecking Ball" (après que ce dernier a détruit une de ses statues).
Figurines : Skylanders: Spyro's Adventure Wrecking Ball série 1, Glow in the dark Wrecking Ball série 1 (phosphorescent), Skylanders: Giants Wrecking Ball série 2, Metallic Purple Wrecking Ball série 2 (violet métallisé).

### Skylanders des Morts-Vivants

#### Bat Spin
Bat Spin se retrouva très jeune séparée de ses proches et son peuple vivant dans les enfers. Elle fut recueillie et élevées par des chauve-souris magiques. Elle y appris diverses techniques de combat qu'elle pût mettre à profit le jour où des Trolls morts-vivants attaquèrent les chauve-souris. Elle parvint à les repousser, Attirant ainsi la curiosité de Maitre Eon qui l'invita à rejoindre les Skylanders.
Figurine : Skylanders: Trap Team Bat Spin série 1.

#### Chop Chop
Chop Chop (チョップチョップ, Choppuchoppu) était un guerrier squelette d'élite de la race des Arkeyans. Il a été créé à partir de la magie des morts-vivants et de la technologie. Il utilise une épée et un bouclier faits dans un métal indestructible. Quand les Arkeyans ont disparu, Chop Chop a commencé à errer pendant des siècles pour retrouver ses créateurs. Il a été repéré par Maître Eon et a rejoint les Skylanders. Il est doublé par Steven Blum dans la version originale et Marc Alfos dans la version française.
Figurines : Skylanders: Spyro's Adventure Chop Chop série 1, Chop Chop série 1 légendaire (bleu et or), Gold Chop Chop série 1 (or), Skylanders: Giants Chop Chop série 2, Metallic Blue Chop Chop série 2 (bleu métallisé), Skylanders: Swap Force Twin Blade Chop Chop série 3, Green Chop Chop série 3 (vert transparent), Skylanders: Trap Team Eon's elite Chop Chop.

#### Cynder
Cynder est une dangereuse dragonne avec un passé obscur qui, comme Spyro, est apparu dans d'autres jeux avant Skylanders. Alors qu'elle était encore dans son œuf, elle fut dérobée par Malefor, le Roi Dragon maléfique qui en fera son esclave. Elle va semer la terreur à travers la région jusqu'à ce que Spyro la batte et la libère de l'emprise de Malefor. Cynder renoncera à ses noirs desseins et décide de combattre pour le bien. Faisant confiance au jugement de Spyro, Eon acceptera Cynder parmi les Skylanders. Mais les Skylanders gardent souvent leurs distances quand elle est dans les parages, car les forces sombres sont toujours en elle, et ce, bien qu'elle se soit rachetée. Dans la version française, Cynder est doublée par Marie Nonnenmacher et dans la version originale, elle est doublée par Tobie LaSalandra.
Figurines : Skylanders: Spyro's Adventure Cynder série 1, Crystal Cynder série 1 (transparente), Metallic Purple Cynder série 1 (violet métallisé), Skylanders: Giants Cynder série 2, Glow in the dark Cynder série 2 (phosphorescente), Skylanders: Swap Force Phantom Cynder série 3.

#### Eye-Brawl
Eye-Brawl est la fusion entre un globe oculaire volant et un géant noir sans tête. Ils se sont rencontrés dans un duel de regard, mais comme le géant n'avait pas d'yeux et le globe oculaire ne pouvait pas cligner, cela a dégénéré en une guerre qui secoua la terre des Morts-vivants pendant cent ans. Finalement, ils réalisent à quel point ils seraient puissants s'ils combinent leurs forces. Ils décident de se fusionner en un seul puissant géant du nom d'"Eye-Brawl". Il est doublé par Travis Willingham.
Figurines : Skylanders: Giants Eye-Brawl giant, Metallic Purple Eye-Brawl (violet métallisé), Pumpkin Eye-Brawl (noir et orange).

#### Eye-Small
Eye-Small est la version mini de Eye-Brawl, il n'a pas d'histoire qui lui est propre. Avant d'être un personnage jouable dans Skylanders: Trap Team, Eye-Small était un compagnon, qui se contentait de suivre un personnage.
Figurines : Skylanders: Giants Eye-Small sidekick, Skylanders: Trap Team Eye-Small mini.

#### Fiesta
Fiesta est un mort-vivant qui aime la fête et la musique, il a même été premier soliste de l'orchestre mexicain du compte Moneybone. Le jour où il se rendit compte que son maitre était un méchant, il n'hésita pas à se retourner contre lui et à venir en aide aux skylanders. C'est un SuperCharger qui roule à bord de sa voiture-cercueil Crypt Crusher.
Figurine : Skylanders: SuperChargers Fiesta SuperCharger, Frightful Fiesta SuperCharger (aux couleurs d'Halloween : noir et orange).

#### Fright Rider
Fright Rider (恐怖ライダー, Kyōfu raidā) est un duo composé de Fright, une autruche squelettique, et Rider, un elfe jouteur. Ils formaient le duo de joute le plus brillant des Skylands, avant qu'un concurrent jaloux n'envoie Rider au pays des Morts-vivants, après sa troisième victoire consécutive au championnat annuel. Voulant retrouver son maître, Fright, qui jusque-là était très peureux, mangea un sachet d'"os-avoine", afin de se transformer en squelette et pénétrer dans l'au-delà. Heureux que Fright l'ait secouru, Fright Rider regagna la surface et se rangea aux côtés des Skylanders. Rider est doublé par Yuri Lowenthal dans la version anglaise et Adrien Solis dans la version française.
Figurines : Skylanders: Giants Fright Rider série 1, Glow in the dark Fright Rider série 1 (phosphorescent), Halloween Fright Rider série 1 (noir et orange métallisés).

#### Funny Bone
Funny Bone (ユーモアのセンス, Yūmoa no sensu), doublé par Scott Whyte dans la version anglaise et Bruno Méyère dans la version française est un chien squelettique espiègle, originaire de l'Île du bon mot. Cette île est réputée pour être l'endroit le plus amusant de toutes les terres des Morts-Vivants, et c'est là où poussent les arbres rigolards, des arbres emplis d'une magie qui fait rire tout le monde dès que le vent souffle. Mais le comte Moneybone, qui a entendu parler de ces arbres, veut utiliser cette magie pour créer une bombe hilarante qui forcerait les victimes à se tordre de rire. Mais Funny Bone intervient, et parvient à faire fuir les sbires de son foyer. Depuis, Funny Bone est devenu un Skylander.
Figurine : Skylanders: Trap Team Funny Bone série 1.

#### Ghost Roaster
Ghost Roaster (ゴーストロースター, Gōsutorōsutā) est une hideuse goule mangeuse de fantômes qui avant son accident, était le chef d'un village niché très haut sur la montagne. Un jour, alors qu'il tondait un mouton, il tomba accidentellement dans la Vallée des Morts-vivants, et se retrouve transformé en goule. Après que Ghost Roaster eut dévoré tout un village de fantômes, le chef du village l'enchaîna à un boulet hérissé de piques (qui, plus tard, sera transformé en kunaï après l'achat de certaines améliorations) pour avertir les fantômes de sa présence. Maître Eon eut pitié du calvaire de Ghost Roaster, et lui demande de rejoindre les Skylanders à condition qu'il ne mange que les méchants fantômes. Il est doublé par John Kassir, le doubleur du Gardien de la crypte dans Les Contes de la crypte dans la version anglaise, et dans la version française, il est doublé par Gérard Surugue. Au départ, Ghost Roaster devait s'appeler Ghost Eater.
Figurine : Skylanders: Spyro's Adventure Ghost Roaster série 1, Skylanders: SuperChargers Ghost Roaster Eon's Elite.

#### Grim Creeper
Grim Creeper (グリムクリーパー, Gurimukurīpā) est un Skylander bleu habillé en Faucheuse qui possède une faux et qui a le pouvoir de se transformer en fantôme. Quand Grim Creeper était jeune, il s'était rendu à l'École Lugubre de Gestion des Fantômes, mais sera recalé car il n'a pas subi le même entraînement que les autres. Mais au moment où Grim Creeper allait quitter l'École, elle se fait attaquer par une horde de fantômes qui emportera les professeurs. Il parviendra à les chasser grâce à ses talents à la faux. Depuis, Grim Creeper est devenu un Skylander, et compte parmi l'un des meilleurs faucheurs au monde. Il est doublé par Lex Lang dans la version anglaise et Patrick Béthune dans la version française.
Figurines : Skylanders: Swap Force Grim Creeper série 1, Grim Creeper série 1 légendaire (bleu et or), Grim Creeper Lightcore.

#### Hex
Hex est une puissante sorcière elfe. Celle-ci voyagera jusqu'aux enfers pour combattre Malefor, qui a tenté de la capturer à deux reprises. Le jour où elle est parvenue à vaincre le Roi Dragon, Hex revient des enfers changée en Morte-vivante. Beaucoup sont inquiets par cette transformation et pensent que Hex utilise ses pouvoirs pour le mal, mais Eon a confiance en elle et la considère comme une alliée précieuse pour les Skylanders. Dans la version originale, elle est doublée par Courtenay Taylor, et dans la version française, elle est doublée par Chantal Baroin.
Figurines : Skylanders: Spyro's Adventure Hex série 1, Peral 2012 Nuremberg Toy Fair Hex série 1 (blanc nacré), Skylanders: Giants Hex série 2, Hex Lightcore.

#### Hijinx
Hijinx est la version mini de Hex, elle n'a pas d'histoire qui lui est propre.
Figurine : Skylanders: Trap Team Hijinx mini.

#### Krypt King
Krypt King était autrefois un esprit désincarné, qui explorait l'immensité des Skylands, jusqu'au jour où il trouva un arsenal Arkeyan et une armure qu'il décida de revêtir. Malheureusement, l'endroit était piégé et il se retrouva face à une horde de machines de guerre. Il fit rapidement très bon usage de son armure et son épée en traptanium et réussit à vaincre ses ennemis. Avec de tels pouvoirs, il décida de les utiliser pour faire le bien et rejoignit les Skylanders.
Figurines : Skylanders: Trap Team Krypt King trap master, Nitro Krypt King trap master (or).

#### Night Shift
Night Shift (夜勤, Yakin) était un vampire aristocrate héritier d'une grande fortune, et qui se reconvertira dans la boxe. Il deviendra le champion des Skylanders dans la catégorie poids fantôme, et sera célèbre, notamment pour son puissant uppercut et pour avoir un jour mordu un adversaire sur le ring. Malheureusement, Night Shift a dû céder sa ceinture et renoncer à la boxe lorsqu'un nouveau règlement interdit la téléportation lors des matchs. Maître Eon l'aborda et lui expliqua que ses talents pouvaient être utiles aux côtés des Skylanders. Quand il entend le bruit d'une cloche, Night Shift entre dans une intense frénésie et ne peut s'empêcher de frapper tout et n'importe quoi. Il est doublé par Maurice LaMarche.
Figurines : Skylanders: Swap Force Night Shift swap force, Night Shift swap force légendaire (bleu et or).

#### Rattle Shake
Rattle Shake (ガラガラの揺れ, Garagara no yure) est un serpent cow-boy anthropomorphe, connu comme étant le meilleur pisteur des Îles éclaircies. Il est doublé par Troy Baker dans la version originale et Antoine Tomé dans la version française. Il fut surtout connu pour avoir mis en déroute le Gang des chapeaux noirs, un gang composé uniquement de vaches querelleuses. Ces dernières menaçaient de piller le village si Rattle Shake ne leur montrait pas un trésor enchanté censé être situé au cœur du volcan magique du Mont éclairci. Toujours aussi calme malgré leur nombre, Rattle Shake invoqua tous les serpents des environs et batta les vaches lors d'un combat épique. Son pistolet tire d'ailleurs des serpents qui rebondissent sur les ennemis. Il sera admis parmi les Skylanders après cet évènement. Rattle Shake ressemble à Jack la morsure, un des personnages du film Rango.
Figurines : Skylanders: Swap Force Rattle Shake swap force, Quickdraw Rattle Shake swap force (phosphorescent).

#### Roller Brawl
Roller Brawl est une jeune vampire ainsi que l'une des meilleures jammeuses de la ligue de roller derby des morts-vivants. Elle a grandi aux côtés de ses cinq frères vampires, qui étaient tous très protecteurs. Kaos tombera amoureux de Roller Brawl lors d'un match de championnat, et quand ses frères tentèrent de s'interposer, ils se font capturer par des Drows à la solde de Kaos. Roller veut faire face aux Drows, mais malgré ses compétences, elle sera vaincue. Elle décida de rejoindre les Skylanders pour combattre Kaos et ainsi retrouver ses frères. Elle est doublée par Cree Summer dans la version originale et Céline Rotard dans la version française.
Figurine : Skylanders: Swap Force Roller Brawl série 1, Skylanders: SuperChargers Bone Bash Rollerbrawl SuperCharger, Bone Bash Rollerbrawl légendaire SuperCharger.

#### Short Cut
Short Cut était, grâce à ses ciseaux magiques, le meilleur tailleur des Skylands, capable de tout couper à sa guise. Un jour, un chef pirate lui demanda de lui confectionner un chapeau magique qui lui permettrait de voir l'avenir. Short Cut ne souhaitait pas agir pour le mal et refusa. Discrètement, la nuit suivante, il se servit de ses ciseaux et son talent pour rendre inopérantes les voiles des navires des pirates ainsi que leurs tenues. Cet acte de courage remonta aux oreilles de Maitre Eon qui lui proposa de rejoindre la Trap Team.
Figurines : Skylanders: Trap Team Short Cut trap master, Clear Short Cut trap master (transparent).

### Skylanders de la Tech

#### Boomer
Boomer (ブーマー, Būmā) est un Troll qui adore faire sauter tout ce qu'il voit grâce à ses bâtons de dynamite et ses bombes. Jeune il s'enrôla dans l'armée des Trolls, mais il quitta son peuple pour rejoindre les Skylanders car leur objectif principal est la conquête et la destruction. Une de ses répliques dans les jeux révèle qu'il souffre de dyscalculie (« C'est bien ? Je sais pas compter !! »).
Figurines : Skylanders: Spyro's Adventure Boomer série 1, Silver Boomer série 1 (argent), Skylanders: SuperChargers Boomer Eon's Elite.

#### Bouncer
Bouncer est un robot, qui jouait jadis au Roboto-ball au point d'être un des meilleurs. Tout s'arrêta lorsque l'empire Arkeyan détruisit sa ville. Reconverti en gardien de la sécurité des mines, il fit la rencontre de Mabus qui étaient des fans inconditionnés. Cela lui donna envie d'être à nouveau un héros célèbre, il décida alors de rejoindre les Skylanders.
Figurines : Skylanders: Giants Bouncer giant, Bouncer giant légandaire (bleu et or).

#### Chopper
Chopper est un petit dinosaure, plus petit que ses congénères. Il avait en revanche de grandes idées et se confectionna un équipement lui permettant de voler et de lancer des missiles, idéal pour remporter la compétition de chasse de son village. Malheureusement, l’irruption du volcan mit fin prématurément à l'épreuve, menaçant le village et ses villageois. Chopper parvint à tous les sauver en les emmenant à l'abri, obtenant par la même occasion sa place au sein des Skylanders.
Figurine : Skylanders: Trap Team Chopper série 1.

#### Countdown
L'origine de Countdown reste un mystère que même lui ne connait pas. Cette bombe vivante a été découverte par hasard congelée dans de la glace par un groupe de Yétis snow-boardeurs. Entrainé par Maitre Eon à devenir un Skylanders, il tente de mettre au clair son passé, mais il est handicapé par le fait qu'il perde un peu plus de sa mémoire chaque fois qu'il explose, au point d'oublier parfois ce qu'il fait.
Figurines : Skylanders: Swap Force Countdown série 1, Kickoff Countdown série 1 (ballon de foot), Countdown Lightcore.

#### Drill Sergeant
Drill Sergeant (ドリルサージェント, Dorirusājento) est un petit robot Arkeyan aux allures de bulldozer. Il est programmé pour obéir aux ordres, et comme la plupart de ces reliques, il sera enseveli pendant une éternité. Le Skylander Terrafin va un jour le réactiver par hasard en creusant la terre, et Drill Sergeant, en tant que bon Arkeyan, se sentait obligé d'être le serviteur de Terrafin. Ce dernier, méfiant, lui a immédiatement donné l'ordre de ne pas le servir, ordre que Drill Sergeant continuera à suivre. Il a la fâcheuse manie à appeler son entourage "Sir". Drill Sergeant est doublé par Benoît DuPac dans la version française et Thomas Bromhead dans la version anglaise.
Figurines : Skylanders: Spyro's Adventure Drill Sergeant série 1, Gold Drill Sergeant série 1 (or), Red Drill Sergeant série 1 (rouge), Skylanders: Giants Drill Sergeant série 2.

#### Drobit
Drobit est la version mini de Drobot, il n'a pas d'histoire qui lui est propre.
Figurine : Skylanders: Trap Team Drobit mini.

#### Drobot
Drobot (ドロボット, Do robotto) est l'un des dragons les plus intelligents des Skylands. Alors que les dragons préféraient s'adonner aux combats aériens, Drobot, lui, préférait démonter toutes sortes de choses pour pouvoir en étudier le fonctionnement. Un jour, il découvrit de la technologie Arkeyan, et décide de s'en servir pour construire une armure. Cette dernière dispose des rayons lasers tirés depuis les yeux, une technologie d'amélioration de vol, un synthétiseur vocal qui lui confère une voix  robotique grave et sonore ainsi que des lanceurs de projectiles tournoyants. Grâce à cette armure, il sera admis parmi les Skylanders. Pour se détendre, Drobot joue aux échecs contre lui-même. Il est doublé par Alex Ness.
Figurines : Skylanders: Spyro's Adventure Drobot série 1, Skylanders: Giants Drobot série 2, Drobot Lightcore.

#### Gearshift
Gearshift est une robot conçue par le roi Mercurus. Bien que considérée comme sa fille et donc de lignée royale, elle préférait passer son temps dans les basfonds du royaume au milieu des ouvriers à construire secrètement d'énormes machines. Son père finit par la découvrir et il était furieux, mais dans le même temps, une horde de maraudeurs s'attaquèrent au royaume et le prirent pour cible. Gearshift, qui connaissait bien les recoins sombres, réussit à le cacher. Elle utilisa ensuite le Grand Rouage, symbole du royaume, comme une arme et avec l'aide des ouvriers qui la connaissaient bien, elle repoussa l'attaque des maraudeurs. Elle rejoignit ensuite la Trap Team pour protéger l'ensemble des Skylands.
Figurine : Skylanders: Trap Team Gearshift trap master.

#### High Volt
High Volt est un chevalier en armure, autrefois commandant d'une force spéciale. Habitué à défendre les Skylands, c'est tout naturellement qu'il a rejoint les skylanders. C'est un SuperCharger, il possède un véhicule blindé, Shield Striker.
Figurines : Skylanders: SuperChargers Hight Volt SuperCharger, Patina High Volt SuperCharger.

#### Jawbreaker
Jawbreaker est un robot prévu pour l'entretien du complexe système du Sky Train. Il menait une vie carré et paisible jusqu'à ce que des Trolls des rouages attaquèrent le complexe. Jawbreaker parvint à les repousser seul grâce à sa force et ses talents, lui ouvrant une porte vers la Trap Team.
Figurines : Skylanders: Trap Team Jawbreaker trap master, Jawbreaker trap master légendaire (bleu et or).

#### Magna Charge
Magna Charge, doublé par Greg Ellis en anglais et François Jerosme en français, est un membre de la grande race des  Robots Ultron, mais pour une raison inconnue, il est le seul à être créé avec un énorme aimant en guise de tête. Cet aimant attirait les congénères métalliques de Magna Charge, et ce dernier devait s’exiler sur une île lointaine afin de contrôler ses pouvoirs magnétiques. Mais en rentrant chez lui après des années d'entraînement, Magna Charge fit une horrible découverte: tout était détruit. Maître Eon le rencontra alors qu'il était en quête de réponses, et pensa que le dernier des robots Ultron serait un candidat parfait pour les Skylanders. Magna Charge peut attirer les ennemis avec sa tête-aimant, possède un canon qui peut tirer des projectiles d'énergie à son bras gauche, et la roue qui lui sert de jambes lui donne une grande vitesse et lui confère la capacité spéciale "Vitesse".
Figurines : Skylanders: Swap Force Magna Charge swap force, Nitro Magna Charge swap force (tenue jaune).

#### Sprocket

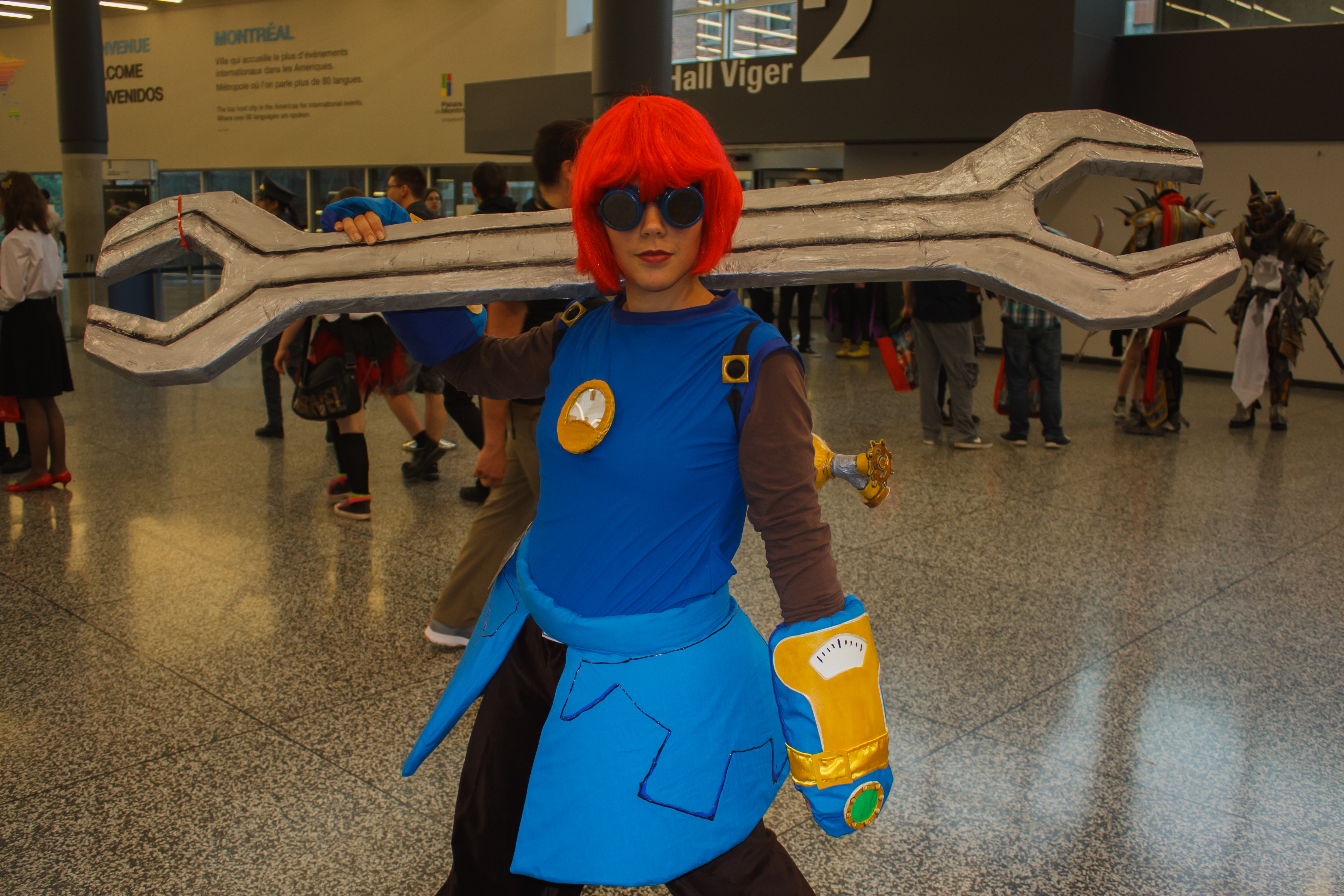
Cosplay de Sprocket

Sprocket est une Golding d'une famille aisée, mais cela lui importait peu. Ce qu'elle aimait, c'était construire et réparer des machines et autres inventions avec son oncle. Un jour, ce dernier fut enlevé par Kaos. Sprocket décida alors de confectionner une armure tech et de partir à sa recherche et de combattre le mal.
Figurines : Skylanders: Giants Sprocket série 1, Sparkle Sprocket série 1 (flocage argent), Skylanders: Swap Force Heavy Duty Sprocket série 2, Silver Sprocket série 2 (argent).

#### Spy Rise
Fils d'un détective privé, Spy Rise suivait les traces de son père alors qu'il rampait à peine. Missionné sur une affaire étrange, son père disparut subitement et Spy Rise se retrouva seul. Après des recherches infructueuses, c'est grâce à un indice de Maitre Eon qu'il réussit à retrouver son père, révélant par la même occasion un grand complot autour du volcan magique. Il poursuivit ensuite ses actions au sein des Skylanders.
Figurine : Skylanders: Swap Force Spy Rise swap force.

#### Tread Head
Tread Head habite les dunes étourdissantes. Orphelin, il a toujours voulu participer à des courses. Pour y parvenir, il récupéra des pièces çà et là. Sa moto était bizarre, au point que les autres concurrents se moquaient de lui, mais elle était conçue pour déjouer les pièges du terrain et il prit rapidement la tête de la course. Loin devant ses concurrents, il se retrouva face à une horde de gobelins. Il fit le sacrifice de sortir de la piste pour former un énorme nuage de poussière et mettre à mal les vilains, laissant ses concurrents le doubler, mais être saufs. Cet acte de bravoure était son ticket d'entrée au sein des Skylanders.
Figurine : Skylanders: Trap Team Tread Head série 1.

#### Trigger Happy
Trigger Happy (トリガーハッピー, Torigāhappī) est un gremlin orange fou qui adore tirer sur tout ce qui bouge (pour lui, c'est la solution à tous les problèmes). Il est armé de deux pistolets dorés personnalisés qui tirent des pièces d'or. Elles lui ont servi à sauver un village d'un groupe de bandits. Il peut également réunir ses pistolets pour les transformer en une puissante mitrailleuse. Dans Superchargers, Trigger Happy porte un costume blanc et ses pistolets tirent maintenant des cercles de feu. Le doubleur de Trigger Happy est Emmanuel Gradi dans la version française et Dave Wittenburg dans la version anglaise.
Figurines : Skylanders: Spyro's Adventure Trigger Happy série 1, Trigger Happy série 1 légendaire (bleu et or), Skylanders: Giants Trigger Happy série 2, Skylanders: Swap Force Big Bang Trigger Happy série 3, Springtime Trigger Happy série 3 (couleur de Pâques), Fluffy Springtime Trigger Happy série 3 (couleur de Pâques floqué), Skylanders: Trap Team Eon's elite Trigger Happy, Skylanders: SuperChargers Double Dare Trigger Happy SuperCharger, Power Blue Trigger Happy SuperCharger.

#### Trigger Snappy
Trigger Snappy est la version mini de Trigger Happy, il n'a pas d'histoire qui lui est propre. Avant d'être un personnage jouable dans Skylanders: Trap Team, Trigger Snappy était un compagnon, qui se contentait de suivre un personnage.
Figurines : Skylanders: Spyro's Adventure Trigger Snappy sidekick, Skylanders: Trap Team Trigger Snappy mini.

#### Wind-Up
Wind-Up (ワインドアップ, Waindoappu) est un jouet dont le créateur était obsédé par le temps. Il fut créé afin de garder en état de marche la magnifique collection d'horloges de ce dernier. Mais le jour où le fabricant mourut dans un accident, Wind-Up se retrouva seul face à une armée de cyclopes qui veulent s'emparer des horloges de son défunt créateur. Il parviendra à repousser les cyclopes, et rejoignit les Skylanders. Dans le code de Skylanders: Swap-force, il existe une variante inutilisé nommé VVind-Up, le VV étant un jeu de mots sur Vicarious Vision (devenu Blizzard Albany en 2021). Wind-Up est doublé par Bruno Méyère dans la version française, et dans la version anglaise, il est doublé par Bob Bergen.
Figurine : Skylanders: Swap Force Wind-Up série 1.

### Skylanders des Ténèbres

#### Blackout
Blackout est un dragon, qui vient du royaume des rêves. Il rejoignit dès son jeune âge le clan de dragons des Stygiens noirs, qui ont pour mission de faire faire des cauchemars aux créatures maléfiques pour les dissuader d'être méchant. Ce qui était au départ une mission noble de tout un clan se transforma en un jeu abusif, ce que ne pouvait tolérer Blackout qui se téléportait directement dans les cauchemars de ses camarades pour affronter les créatures. Même Maitre Eon se mit à faire ces cauchemars et découvrit le courage de Blackout, qu'il aida à déjouer les agissements du clan avant de l'inviter à rejoindre les Skylanders.
Figurine : Skylanders: Trap Team Blackout série 1.

#### Nightfall
Nightfall est une créature étrange, Arpenteuse de l'effroi qui explorait les fonds marin à bord de son sous-marin Sea Shadow pour repouser les créatures sombres. C'est après avoir défendu son peuple d'un énorme Léviathan qu'elle rejoint les skylanders.
Figurine : Skylanders: SuperChargers Knightfall SuperCharger.

#### Knight Mare
Knight Mare faisait partie des centaures noirs protecteurs de l'Oracle des pierres. Un jour, une force inconnue vint dérober l'Oracle, et Knight Mare fut missionnée pour le retrouver. Le fonctionnement de l'Oracle est particulier. En effet, si 7 mauvaises questions lui sont posées, une malédiction s’abat sur tous les Skylands. Heureusement, Knight Mare réussit à le retrouver juste à temps dans les mains de Bicylopes. Elle rejoignit ensuite les Skylanders.
Figurine : Skylanders: Trap Team Knight Mare trap master.

### Skylanders de la Terre

#### Bash
Bash est un dragon de pierre qui rêve de pouvoir voler. Dans l'espoir de rejoindre les créatures volantes des Skylands, il apprit à se recroqueviller en boule et à prendre de l'élan pour pouvoir voler. Son cuir se durcit au fil des années, et devient une puissante armure de protection. Bash va finalement mettre ses aptitudes au profit des Skylanders. Malgré son cuir épais, Bash est susceptible quand on lui parle de son incapacité de voler. Il est doublé par Keith Silverstein dans la version anglaise et Julien Chatelet dans la version française.
Figurines : Skylanders: Spyro's Adventure Bash série 1, Bash série 1 légendaire (bleu et or), Blue Bash série 1 (bleu transparent), Skylanders: Giants Bash série 2.

#### Bop
Bop est la version mini de Bash, il n'a pas d'histoire qui lui est propre.
Figurine : Skylanders: Trap Team Bop mini.

#### Crusher
Crusher est un géant de pierre armé d'un gros marteau qui s'appelle lui aussi "Crusher". Il porte le casque de mineur de son père sur sa tête, et se consacre à casser les plus rares minerais des Skylands à l'aide de son marteau. Lorsqu'il apprend que le Roi Arkeyan convoitait ces minerais pour créer ses armes de guerre, Crusher décida de défendre les Skylands contre les Arkeyans. Crusher est doublé par Kevin Sorbo en anglais et Daniel Lobé en français. Non seulement il peut vaincre ses ennemis avec son marteau, mais il peut aussi les pétrifier avec son regard (comme Méduse, la créature mythologique) et se diviser en plusieurs rochers.
Figurines : Skylanders: Giants Crusher giant, Granite Crusher giant (noir et pierres bleues).

#### Dino-Rang
Dino-Rang est un dinosaure armé des armes de sa tribu : une paire de puissants boomerangs. Il vivait avec un peuple composé d'habiles chasseurs, dans une région éloignée des Skylands. Une nuit, un portail s'ouvrit sous lui et l'amena vers les Skylands. Dino-Rang décida de les explorer, et devint finalement un Skylander. Dino-Rang est calme et posé, mais perd son sang-froid lorsqu'on le prend pour un dragon. Il est doublé par Thomas Bromhead dans la version anglaise et Emmanuel Gradi dans la version française.
Figurines : Skylanders: Spyro's Adventure Dino-Rang série 1, Silver Dino-Rang série 1 (argent), Skylanders: SuperChargers Dino-Rang Eon's Elite.

#### Doom Stone
Doom Stone (ドゥーム·ストーン, Do~ūmu· sutōn) est un chevalier de pierre taillé dans la roche la plus solide et la plus pure des Skylands. Il sera animé par un sorcier paresseux qui veut lui faire porter des charges lourdes et accomplir des tâches, ce qu'il accepta volontiers. Pendant ses temps libres, il étudia la voie du combat des pierres, qui lui sera utile lorsque le sorcier (qu'il considère comme son père) se fera kidnapper par son jumeau diabolique qui veut lui soutirer ses sorts. Après son sauvetage, le sorcier présenta Doom Stone à Maître Eon, qui l'accepta en tant que Skylander.
Figurines : Skylanders: Giants Doom Stone giant, Gold Doom Bronze Stone giant (corps or, jambes bronze).

#### Fist Bump
Fist Bump avait pour mission de protéger la forêt des bambous bulles, ce qu'il faisait très passivement tant que rien ne se passait. Jusqu'au jour où une horde de Greebles violets débarqua à bord de terribles machines, massacrant et polluant tout sur leur passage. Furieux, Fist Bump frappa le sol si fort qu'il créa un séisme jusqu'à leur clan, les poussant à fuir. À la suite de cet évènement, Terrafin vint chercher Fist Bump pour le présenter à Maitre Eon et en faire un Skylanders.
Figurine : Skylanders: Trap Team Fist Bump série 1.

#### Flashwing
Flashwing (フラッシュウイング, Furasshuuingu), doublée par Tara Strong dans la version anglaise et la chanteuse Anaïs Delva dans la version française, est une jeune dragonne de gemmes qui provient d'une étoile filante, la nuit où Bash émit le souhait de voler. Quand il vit Flashwing émerger de l'étoile, Bash tomba amoureux d'elle. Mais ne sachant pas si c'était un ami ou un ennemi, Flashwing lui décocha un tir de laser avec sa queue qui fera voler Bash. Elle est très vaniteuse, allant jusqu'à organiser un concours de sosies où elle sera à la fois candidate et juge et rafler les trois premières places. Flashwing porte le symbole de la Terre sur son ventre.
Figurine : Skylanders: Giants Flashwing série 1, Jade Flashwing série 1 (vert), Flashwing Lightcore.

#### Head Rush
Figurines : Skylanders: Trap Team Head Rush trap master, Nitro Head Rush trap master (tenue jaune).

#### Prism Break
Prism Break (プリズムブレイク, Purizumubureiku) est un terrifiant golem de pierre qui n'aimait pas qu'on le dérange, mais qui sera enseveli dans l’effondrement d'une grotte pendant un siècle. Quand des mineurs Mabus lui donneront accidentellement un coup de pioche qui le sortira de son sommeil, Prism Break se retrouvera changé, autant mentalement que physiquement, et ses bras sont devenus des gemmes emplies d'une incroyable et puissante énergie, lui permettant de  tirer des rayons lumineux. Prism Break décide alors de se servir de ses pouvoirs pour protéger les Skylands. Il est doublé par Peter Lurie dans la version anglaise et Marc Bretonnière dans la  version française.
Figurines : Skylanders: Spyro's Adventure Prism Break série 1, Skylanders: Giants Prism Break série 2, Prism Break Lightcore, Employee 2012 Prism Break Lightcore (or), Flocked Prism Break Lightcore (floqué), Skylanders: Swap Force Hyper Beam Prism Break série 3.

#### Rocky Roll
Rocky Roll (ロッキーロール, Rokkīrōru) est un duo composé de Rocky (ロッキー, Rokkī), un petit mineur de pierre ne possédant qu'un œil, et Roll (ロール, Rōru), un rocher sphérique ayant un visage. Tous deux se sont fréquentés à l'école de la mine et souhaitent faire le pèlerinage du Pic de l'oracle. Plusieurs années plus tard, en gravissant le pic, les deux amis apprennent qu'ils étaient destinés à voyager ensemble. Après leur pèlerinage, ils rencontreront Maître Eon, qui comprend à quel point leur lien était spécial. Depuis, Rocky et Roll forment à présent un seul Skylander, du nom de "Rocky Roll".
Figurine : Skylanders: Trap Team Rocky Roll série 1.

#### Rubble Rouser
Rubble Rouser (瓦礫ルーザ, Gareki rūzā) est un golem de pierre issu de créatures se nourrissant de rochers. Mais il va découvrir qu'il pouvait dévorer de plus grosses portions en cassant la roche avec son gros marteau ou en faisant tourner ses foreuses installées aux pieds. Ses chefs ne voulaient rien changer aux habitudes, mais quand Rubble Rouser les libère d'une attaque des "Seigneurs des Rocs", ils l'encouragèrent à rejoindre les Skylanders, qui l'acceptent volontiers.
Figurine : Skylanders: Swap Force Rubble Rouser swap force.

#### Scorp
Scorp est un scorpion anthropomorphe originaire des Îles salines, une île où les habitants pratiquent le "Ballon-Piqûre", un sport dont Scorp est un champion en la matière. Mais lors du dernier championnat, l'équipe adverse a triché en utilisant une gemme d'eau pouvant invoquer la pluie. Malheureusement, le sort est totalement hors de contrôle et un orage noiera totalement la terre. Scorp parviendra à retrouver la gemme et la projeter dans les nuages, brisant la malédiction et sauvant la population. Scorp décida de rejoindre les Skylanders, après que son expérience avec la gemme l'a convaincu que ses compétences pouvaient servir au-delà du sport. Il est doublé par Rino Romano.
Figurines : Skylanders: Swap Force Scorp série 1, Green Scorp série 1 (vert transparent).

#### Slobber Tooth
Slobber Tooth (よだれ歯, Yo dare ha) est une hybride dinosaure/tortue qui était sortie de son hibernation après l'éruption de deux îles volcaniques. Kaos voulait en faire un de ses sbires, mais lorsqu'il décide de suivre sa propre voie, le Seigneur du Mal le punit en lui ordonnant d'attaquer son ancienne patrie, qui était encore en hibernation. Slobber Tooth va finalement repousser Kaos et ses sbires afin de protéger sa race. Maître Eon va l'inviter à rejoindre les Skylanders pour son héroïsme. Ses pouvoirs consister à croquer sur ses ennemis, donner des coups de boule et frapper sa queue contre le sol pour provoquer des ondes de choc. Il est doublé par Dave Fennoy.
Figurines : Skylanders: Swap Force Slobber Tooth série 1, Dark Slobber Tooth série 1 (noir et argent).

#### Smash Hit
Smash Hit est un marsupial blanc. Fidèle à ses origines, il aime casser toutes sortes de choses en temps de paix avec son boulet de démolition, et combattre en temps de guerre, c'est ce qui l'a amené à rejoindre les skylanders. C'est un SuperCharger qui démolit tout sur son passage avec le Thump Truck, un puissant et énorme camion de chantier.
Figurines : Skylanders: SuperChargers Smash Hit SuperCharger, Steel Plated Smash Hit SuperCharger.

#### Terrabite
Terrabite est la version mini de Terrafin, il n'a pas d'histoire qui lui est propre. Avant d'être un personnage jouable dans Skylanders: Trap Team, Terrabite était un compagnon, qui se contentait de suivre un personnage.
Figurines : Skylanders: Spyro's Adventure Terrabite sidekick, Skylanders: Trap Team Terrabite mini.

#### Terrafin
Terrafin (テラフィン, Terafin), doublé par Gilles Morvan dans la version française, est un requin anthropomorphe originaire de la Mer Crasseuse. Avant que l'océan de sable ne se change en verre à la suite d'une onde de choc causée par une explosion dans le ciel, Terrafin adorait se baigner et pratiquer la plongée souterraine. Depuis, il s'est reconverti à la boxe, et devient rapidement un champion. Mais il devra renoncer à son titre lorsque Maître Eon lui demanda de rejoindre les Skylanders. Dans Superchargers, Terrafin possède un lance missile. Il possède aussi la capacité de faire apparaître des bébés requins pour lui venir en aide, ce qui nous fait penser qu'il soit une femelle.
Figurines : Skylanders: Spyro's Adventure Terrafin série 1, Skylanders: Giants Terrafin série 2, Skylanders: Swap Force Knockout Terrafin série 3, Skylanders: Trap Team Eon's elite Terrafin, Skylanders: SuperChargers Shark Shooter Terrafin SuperCharger.

#### Tri-Tip
Tri-Tip est un tricératops qui vagabondait dans les Skylands à la recherche d’un noyer mythique disparaissant sans cesse. Il a fini par trouver l’arbre et a même réussi à y prélever une noix dorée juste avant sa disparition. La légende dit qu’à l’intérieur de la noix se trouvait le sens de la vie de celui qui l’ouvrait. Pour être capable de briser sa coque magique, Tri-Tip s’est donc forgé une masse surpuissante, puis s’est entraîné longuement avec les meilleurs guerriers pour devenir suffisamment fort. Longtemps après, au moment de briser enfin la coque, Tri-Tip s’est arrêté net puis a découvert soudainement le véritable but de sa vie : utiliser ses capacités pour protéger les Skylands. Il a alors donné la noix dorée à un de ses étudiants puis a rejoint Maître Eon et les Skylanders.
Figurine : Skylanders Imaginators Tri-Tip Sensei

#### Wallop
Wallop est un Trap Master, qui apparaît dans Skylanders: Trap Team. Il est représenté comme une grosse créature marron habillé comme un samouraï et armé de deux gros marteaux faits en Traptanium. Il peut frapper avec ses marteaux dans le sol ou les lancer
Figurine : Skylanders: Trap Team Wallop trap master.

### Skylanders de la Vie

#### Barkley
Barkley est la version mini de Tree Rex, il n'a pas d'histoire qui lui est propre. Avant d'être un personnage jouable dans Skylanders: Trap Team, Barkley était un compagnon, qui se contentait de suivre un personnage.
Figurines : Skylanders: Giants Barkley sidekick, Skylanders: Trap Team Barkley mini, Gnarly Barkley mini (les parties rouges sont remplacées par du bleu).

#### Bumble Blast
Bumble Blast (バンブルブラスト, Banburuburasuto), doublé par David Sobolov dans la version anglaise et Marc Bretonnière dans la version française, est une ruche vivante anthropomorphe qui utilise le "buzzooka", un bazooka qui tire des abeilles. Le symbole de la Vie est gravé sur ses deux épaules. Il est né dans une ruche des montagnes, là où les abeilles produisent le meilleur miel des Skylands. Quand Kaos entendit parler de ce miel, il décida d'envoyer ses sbires afin d'attaquer les abeilles et voler tout ce qu'ils avaient produit. Ils tombèrent malheureusement sur Bumble Blast, qui se considérait comme le protecteur des abeilles et qui les vainc en utilisant la puissance du miel magique. Puis, Bumble Blast décida d'errer dans les Skylands pour y protéger la nature et rejoint finalement les Skylanders.
Figurines : Skylanders: Swap Force Bumble Blast série 1, Joly Bumble Blast série 1 (aux couleurs de Noël), Bumble Blast Lightcore.

#### Bushwhack
Bushwhack appartient à une race d'Elfes sylvains protecteurs de la riche forêt arcadienne. Bushwhack devait devenir un ranger. Mais comme il était le plus petit de son clan, il fut envoyé au plus profond des bois par la Cheftaine pour qu'il étudie avec Arbo, qui aidait les Skylanders à reconstruire le Cœur de lumière. L'esprit des arbres observa Bushwhack et, voyant qu'il avait le cœur d'un guerrier, lui enseigna de nombreux secrets. Arbo lui offrit même une hache enchantée et, quand une légion de Trolls bûcherons envahit la forêt, c'est Bushwhack qui se lança à leur rencontre. Attirant les Trolls, il utilisa sa hache enchantée et sa connaissance de la forêt pour les capturer et détruire leurs machines à couper les arbres. Bushwack devint alors non seulement un ranger, mais également un Skylander. Membre de la Trap Team, il utilise sa hache en Traptanium pour trancher le mal à la racine !
Figurines : Skylanders: Trap Team Bushwhack trap master, Bushwhack légendaire (bleu et or).

#### Camo
Camo est un dragon végétal, né des racines de l'Arbre de vie. Il peut faire pousser des fruits et des légumes très rapidement et les faire exploser dès qu'ils sont mûrs, et ce grâce à l'énergie pure de la vie qui coule dans ses feuilles écaillées. Ce don va intéresser Maître Eon qui, après avoir été piégé par un melon explosif qui lui a explosé à la figure, réussira à convaincre Camo de rejoindre les Skylanders. Camo est aussi un grand farceur qui adore faire exploser des melons au visage de ses amis. En dehors des combats, Camo s'occupe du jardin de légumes de Maître Eon. Son plat préféré est le melon explosif. Il est doublé par André Sogliuzzo dans la version anglaise et Stéphane Ronchewski dans la version française.
Figurines : Skylanders: Spyro's Adventure Camo série 1, Red Camo série 1 (rouge translucide), Skylanders: Swap Force Camo série 2.

#### Food Fight
Food Fight est un artichaut anthropomorphe aux yeux bleus. Il est armé d'un bazooka qui tire des tomates.
Figurines : Skylanders: Trap Team Food Fight série 1, Dark Food Fight série 1 (noir et argent).

#### Grilla Drilla
Grilla Drilla est un membre de l'empire de Drilla (Les Drillas sont une race de primates qui peuvent transformer leurs membres en foreuses) ainsi qu'un des gardes du roi Drilla, qui tous les sept ans, choisissait le plus fort et le plus courageux de ses gardes pour qu'il devienne leur chef. Mais lors de la dernière cérémonie, les Trolls percèrent la voûte au-dessus de la cité souterraine des Drillas et enlevèrent le roi afin qu'il leur dise où se trouve le fabuleux Diamant des Drillas. Grilla Drilla décida d'aller à la surface pour la première fois afin de vaincre les Trolls et ramener le roi. En remerciement de sa bravoure, ce dernier fit de Grilla Drilla le nouveau chef des gardes. Mais ce dernier préféra en réalité rejoindre les Skylanders afin d'aider les habitants des Skylands. Grilla Drilla est doublé par Frédéric Souterelle dans la version française et Chris Fries dans la version anglaise.
Figurine : Skylanders: Swap Force Grilla Drilla swap force.

#### High Five
High Five est un croisement entre un dragon et une libellule. Quand il était jeune, High Five était l'un des pilotes de course les plus talentueux de toutes les libellules. Mais étant le cinquième fils de la famille royale, il n'avait pas le droit de participer aux courses avant d'avoir atteint un certain âge. Il devait se contenter de rester dans les tribunes à regarder ses quatre frères aînés s'affronter pour remporter le Trophée de Sparx, dont la légende disait qu'il avait des pouvoirs magiques. Une année, alors que l'une des plus grandes courses de la saison se disputait, High Five apprit que l'écurie de course des Trolls avait volé le trophée et qu'ils comptaient profiter de la course pour se faire la belle. Sans attendre, il se lança dans la course et, faisant preuve d'autant d'agilité que de témérité, il rattrapa le groupe de tête où se trouvaient les Trolls et parvint à les arrêter. Pour le récompenser, on offrit à High Five le Trophée de Sparx, mais plus important encore, on en fit un Skylander, ce qui lui permet de protéger les Skylands contre tous les mécréants !
Figurine : Skylanders: Trap Team High Five série 1.

#### Shroomboom
Shroomboom est un champignon cyclope anthropomorphe. Il utilise une fronde qu'il a créé à partir d'une brindille et d'un bout de fil de toile d'araignée. Shroomboom et les autres membres de son espèce ont eu le malheur d'être nés dans un jardin destiné à faire pousser la garniture des pizzas de Kaos. Il décida de fabriquer sa fronde pour qu'il puisse projeter ses amis et lui-même par-dessus la barrière du jardin. Shroomboom les guidera au bord de l'île, et tous vont se jeter dans le vide en planant grâce à leur chapeau. Depuis, Shroomboom fait partie des Skylanders, mais se méfie des soirées pizza organisées par l'un d'entre eux et reste hanté par l'odeur de la mozzarella et de la sauce tomate. Il est doublé par Michael Yurchak dans la version anglaise et Franck Sportis dans la version française.
Figurines : Skylanders: Giants Shrooboom série 1, Metallic Green Shrooboom série 1 (vert métallisé), Shrooboom Lightcore, Skylanders: Trap Team Shrooboom série 2.

#### Stealth Elf
Stealth Elf (ステルスエルフ, Suterusuerufu) est une elfe ninja de couleur verte qui porte des vêtements marrons, un foulard de la même couleur qui couvre sa bouche et une paire de crocs qui lui servent de dagues. Les vêtements dans sa version Series 3 se voient remplacés par une tenue de ninja recouvrant son ventre et son visage  et ses dagues sont remplacées par des lames dorées. Dans Superchargers, elle possède des vêtements verts et jaune ainsi qu'un casque de même couleur, ses dagues se voient remplacées par un canon en bois lanceur de dagues. Quand elle était enfant, Stealth Elf s'est réveillée mystérieusement dans le tronc d'un vieil arbre, et n'a aucun souvenir de la manière dont elle était arrivée là. Elle fut recueillie par une mystérieuse créature des bois aux talents de ninja. Ce dernier lui enseignera l'art de la furtivité, ce qui donnera à Stealth Elf la capacité de disparaître et de laisser un leurre derrière elle. Après avoir fini son apprentissage, Stealth Elf rejoint les Skylanders, et partit à l'aventure afin d'éclairer les mystères de son origine. Stealth Elf est souvent irritée par Drill Sergeant, qui est programmé pour obéir aux ordres, et qui de ce fait, ne cesse de l'appeler "Sir". Certains fans de la série pensent que Stealth Elf et Flameslinger ont un amour réciproque car ils ont les mêmes points communs: ils portent un bandeau, ils ont les cheveux de couleur bleu attachés en queue de cheval, ils sont verts de peau et se ressemblent beaucoup. Dans la version anglaise, elle est doublée par Audrey Wasilewski, et dans la version française, elle est doublée par Isabelle Volpe.
Figurines : Skylanders: Spyro's Adventure Stealth Elf série 1, Crystal clear Stealth Elf série 1 (transparente), Skylanders: Giants Stealth Elf série 2, Stealth Elf série 2 légendaire (bleu et or), Skylanders: Swap Force Ninja Stealth Elf série 3, Dark ninja Stealth Elf série 3 (noir et argent), Eon's elite Stealth Elf, Skylanders: SuperChargers Super Shot Stealth Elf SuperCharger, Dark Super Shot Stealth Elf SuperCharger.

#### Stink Bomb
Stink Bomb (悪臭爆弾, Akushū bakudan) est un sconse vert anthropomorphe qui a appris les arts martiaux aux côtés d'un des plus grands maîtres ninjas au monde. Ce dernier pensait que la surprise est le seul moyen de se faire connaître, et ainsi, il surgissait toujours de nulle part pour effrayer Stink Bomb et lui faire trouver sa force intérieure. Un jour, Stink Bomb fut tellement surpris qu'il lâcha instinctivement un nuage de gaz nauséabond qui fera fuir son maître à tout jamais. Après avoir découvert cette capacité, Stink Bomb créa son propre art martial, le "Kung Fume", et partit afin de l'enseigner à quiconque voudrait l'apprendre. Maître Eon apprendra l'existence de cet art martial, et recruta Stink Bomb sans plus tarder. Stink Bomb est doublé par Tony Marot dans la version française et par Tom Kenny dans la version anglaise.
Figurine : Skylanders: Swap Force Stink Bomb swap force, Silver Stink bronze Bomb (torse argent, jambes bronze).

#### Stump Smash
Stump Smash (スタンプスマッシュ, Sutanpusumasshu) est un arbre magique anthropomorphe qui a des maillets en guise de mains. Il passait son temps à dormir dans une forêt des Skylands, jusqu'au jour où, en se réveillant, il apprit que lui et les autres arbres de la forêt ont été coupés par les Trolls. Il détruira toutes les machines des Trolls grâce aux maillets qui ont poussé aux bras. Depuis, il jura de toujours protéger les Skylands. Sa version Series 2 donne à ses marteaux l'apparence d'attendrisseurs à viande, et son corps se retrouve recouvert d'épines. Il est doublé par Kevin Michael Richardson dans la version anglaise et Benoît Allemane dans la version française.
Figurine : Skylanders: Spyro's Adventure Stump Smash série 1, Stump Smah série 1 flocké (revêtement mousse), Skylanders: Giants Stump Smash série 2, Stump Smah série 2 flocké blanc (revêtement mousse blanche).

#### Thrillipede
Thrillipede est un insecte autrefois membre de l'armée des millipèdes en tant que pilote. Ces exploits ont rapidement fait le tour des skylands pour arriver jusqu'aux oreilles de Flynn qui le confronta à une série d'épreuves de pilotages avant de l'enrôler dans les skylanders. Il pilote habilement sa libellule Buzz Wing.
Figurine : Skylanders: SuperChargers Thrillipede SuperCharger, Easter Thrillipede SuperCharger (aux couleurs de noël).

#### Tree Rex
Tree Rex (木レックス, Ki rekkusu) était un arbre majestueux qui trônait au milieu d'une forêt antique. Quand les Arkeyans bâtissent une usine pour produire des machines de guerre, les déchets et la magie de celle-ci pénétrèrent dans le sol et empoisonnèrent Tree Rex, qui devient une immense créature de bois. Il porte le symbole de la Vie sur son front, et comme Stump Smash, Tree Rex est doublé par Benoît Allemane dans la version française et Kevin Michael Richardson dans la version anglaise.
Figurine : Skylanders: Giants Tree Rex giant, Gnarly Tree Rex (les parties rouge sont remplacées par du bleu).

#### Tuff Luck
Pendant de nombreuses années, Tuff Luck et sa tribu protégèrent les Sources de Fortunata, qui sont à l'origine de toute la chance des Skylands. Bien qu'elles soient cachées dans les Canyons aléatoires, qui se transforment sans cesse pour camoufler l'entrée secrète des Sources, les sbires de Kaos parvinrent à les localiser et lancèrent l'assaut pour voler jusqu'à la dernière goutte d'eau porte-bonheur. Mais heureusement, Tuff Luck patrouillait dans le secteur à ce moment précis. Forte de son incroyable talent et de sa proverbiale chance, elle repoussa seule tous les sbires. Après sa victoire, elle avala une gorgée des eaux magiques, comme le veut la coutume, et sentit qu'un destin plus grand l'attendait. Tuff Luck décida alors de quitter sa tribu pour rejoindre la Trap Team, où sa chance et ses lames en Traptanium aident à protéger tous les Skylands !
Figurines : Skylanders: Trap Team Tuff Luck trap master, Clear Tuff Luck (corps transparent).

#### Whisper Elf
Whisper Elf est la version mini de Stealth Elf, elle n'a pas d'histoire qui lui est propre. Avant d'être un personnage jouable dans Skylanders: Trap Team, Whisper Elf était un compagnon, qui se contentait de suivre un personnage.
Figurines : Skylanders: Spyro's Adventure Whisper Elf sidekick, Skylanders: Trap Team Whisper Elf mini.

#### Zook
Zook (ズゥーク, Zu~ūku) est un Bambazooker, des créatures ressemblant à des pousses de bambous qui restaient toute leur vie dans la boue. Lorsqu'il découvrit qu'il pouvait sortir les jambes de la boue, Zook devint un héros errant, puis, un Skylander. Son arme de prédilection est un bazooka pouvant tirer des ronces explosives, taillé dans du bambou. Plusieurs chansons ont été écrites à son sujet, dont un style de musique (le Zouk). Il est doublé par Fred Tatasciore.
Figurines : Skylanders: Spyro's Adventure Zook série 1, Skylanders: Giants Zook série 2, Stone Zook série 2 (couleur pierre).

#### Zoo Lou
Zoo Lou est un ours blanc issu d'une longue lignée de chamans, qui voyagea jusqu'aux Sept étranges forteresses, des sites antiques et mystérieux contenant des merveilles des Skylands. Il y étudiera la sagesse et les styles de combat des Sept étranges  mages. Une fois revenu dans sa patrie après plusieurs années, Zoo Lou découvrit que les Trolls l'ont envahi pour piller ses ressources magiques naturelles. Enragé, Zoo Lou utilisa l'art de la communication avec les animaux et la nature pour attaquer les Trolls et libérer sa terre natale. Le Skylander Double Trouble entendra parler de cet exploit, et présenta Zoo Lou à Maître Eon. Il est doublé par Gideon Emery.
Figurines : Skylanders: Swap Force Zou Lou série 1, Zou Lou série 1 légendaire (bleu et or), Skylanders: SuperChargers Zook Eon's Elite.

## Tableau de présence des Skylanders selon les jeux
| Skylanders              | Element     | Skylanders Sypro's Adventure | Skylanders Giants        | Skylanders Swap Force    | Skylanders Trap Team                   | Skylanders Super Chargers | Skylanders Imaginators |
| ----------------------- | ----------- | ---------------------------- | ------------------------ | ------------------------ | -------------------------------------- | ------------------------- | ---------------------- |
| Spyro                   | Magie       | Simple                       | Série 2                  | Série 3                  | Mini-Compagnon + Elite d'Eon           |                           |                        |
| Voodood                 | Magie       | Simple                       |                          |                          |                                        | Elite d'Eon               |                        |
| Dark Spyro              | Magie       | Simple                       |                          |                          |                                        |                           |                        |
| Double Trouble          | Magie       | Simple                       | Série 2                  |                          |                                        |                           |                        |
| Wrecking Ball           | Magie       | Simple                       | Série 2                  |                          |                                        |                           |                        |
| Legendary Spyro         | Magie       | Simple                       |                          | Série 2                  |                                        |                           |                        |
| Trigger Happy           | Tech        | Simple                       | Série 2                  | Série 3                  | Mini-Compagnon + Elite d'Eon           | Série 4                   |                        |
| Boomer                  | Tech        | Simple                       |                          |                          |                                        | Elite d'Eon               |                        |
| Drill Sergent           | Tech        | Simple                       | Série 2                  |                          |                                        |                           |                        |
| Drobot                  | Tech        | Simple                       | Série 2                  | Mini-Compagnon           |                                        |                           |                        |
| Legendary Trigger Happy | Tech        | Simple                       |                          |                          | Série 2                                |                           |                        |
| Gill Grunt              | Eau         | Simple                       | Série 2                  | Série 3                  | Série 4 + Mini-Compagnon + Elite d'Eon | Série 5                   |                        |
| Zap                     | Eau         | Simple                       | Série 2                  |                          |                                        |                           |                        |
| Slam Bam                | Eau         | Simple                       | Série 2                  | Elite d'Eon              |                                        |                           |                        |
| Wham-Shell              | Eau         | Simple                       |                          | Lightcore                |                                        |                           |                        |
| Ignitor                 | Feu         | Simple                       | Série 2                  |                          |                                        |                           |                        |
| Eruptor                 | Feu         | Simple                       | Série 2                  | Série 3                  | Mini-Compagnon + Elite d'Eon           | Série 4                   |                        |
| Flameslinger            | Feu         | Simple                       | Série 2                  |                          |                                        |                           |                        |
| Sunburn                 | Feu         | Simple                       |                          |                          |                                        |                           |                        |
| Prism Break             | Terre       | Simple                       | Série 2                  | Série 3                  |                                        |                           | Série 4                |
| Bash                    | Terre       | Simple                       | Série 2                  |                          | Mini-Compagnon                         |                           |                        |
| Dino-Rang               | Terre       | Simple                       |                          |                          | Elite d'Eon                            |                           |                        |
| Terrafin                | Terre       | Simple                       | Série 2                  | Série 3                  | Mini-Compagnon + Elite d'Eon           | Série 4                   |                        |
| Legendary Bash          | Terre       | Simple                       |                          |                          |                                        |                           |                        |
| Stump Smash             | Vie         | Simple                       | Série 2                  |                          |                                        |                           |                        |
| Stealth Elf             | Vie         | Simple                       | Série 2                  | Série 3                  | Mini-Compagnon + Elite d'Eon           | Série 4                   | Série 5                |
| Camo                    | Vie         | Simple                       |                          | Série 2                  |                                        |                           |                        |
| Zook                    | Vie         | Simple                       | Série 2                  |                          | Elite d'Eon                            |                           |                        |
| Chop Chop               | Mort-Vivant | Simple                       | Série 2                  | Série 3                  | Elite d'Eon                            |                           |                        |
| Cynder                  | Mort-Vivant | Simple                       | Série 2                  | Série 3                  |                                        | Série 4                   |                        |
| Hex                     | Mort-Vivant | Simple                       | Série 2                  |                          | Mini-Compagnon                         |                           |                        |
| Ghost Roaster           | Mort-Vivant | Simple                       |                          |                          | Elite d'Eon                            |                           |                        |
| Legendary Chop Chop     | Mort-Vivant | Simple                       |                          |                          |                                        |                           |                        |
| Sonic Boom              | Air         | Simple                       | Série 2                  |                          |                                        |                           |                        |
| Whirlwind               | Air         | Simple                       | Série 2                  | Série 3                  | Mini-Compagnon + Elite d'Eon           | Série 4                   |                        |
| Warnado                 | Air         | Simple                       |                          | Lightcore                |                                        |                           |                        |
| Lighting Rod            | Air         | Simple                       | Série 2                  |                          |                                        |                           |                        |
| Ninjini                 | Magie       |                              | Giant                    | Mini-Compagnon           |                                        |                           |                        |
| Pop Fizz                | Magie       | Simple + Lightcore           | Série 2                  | Série 3                  | Série 4                                |                           |                        |
| Punch Pop Fizz          | Magie       | Simple                       |                          |                          |                                        |                           |                        |
| Scarlet Ninjini         | Magie       | Giant                        |                          |                          |                                        |                           |                        |
| Royal Double Trouble    | Magie       | Simple                       |                          |                          |                                        |                           |                        |
| Hot Head                | Feu         | Giant                        |                          |                          |                                        |                           |                        |
| Hot Dog                 | Feu         | Simple                       | Série 2                  |                          |                                        |                           |                        |
| Legendary Ignitor       | Feu         | Simple                       |                          |                          |                                        |                           |                        |
| Molten Hot Dog          | Feu         | Simple                       |                          |                          |                                        |                           |                        |
| Thumpback               | Eau         | Giant                        | Mini-Compagnon           |                          |                                        |                           |                        |
| Chill                   | Eau         | Simple + Lightcore           | Série 2                  |                          |                                        |                           |                        |
| Legendary Chill         | Eau         | Lightcore                    |                          |                          |                                        |                           |                        |
| Legendary Slam Bam      | Eau         | Simple                       |                          |                          |                                        |                           |                        |
| Eye-Brawl               | Mort-Vivant | Giant                        | Mini-Compagnon           |                          |                                        |                           |                        |
| Fright Rider            | Mort-Vivant | Simple                       |                          |                          |                                        |                           |                        |
| Bouncer                 | Tech        | Giant                        |                          |                          |                                        |                           |                        |
| Sprocket                | Tech        | Simple                       | Série 2                  |                          |                                        |                           |                        |
| Legendary Bouncer       | Tech        | Giant                        |                          |                          |                                        |                           |                        |
| Tree Rex                | Vie         | Giant                        | Mini-Compagnon           |                          |                                        |                           |                        |
| Shroomboom              | Vie         | Simple + Lightcore           | Série 2                  |                          |                                        |                           |                        |
| Gnarly Tree Rex         | Vie         | Giant                        |                          |                          |                                        |                           |                        |
| Crusher                 | Terre       | Giant                        |                          |                          |                                        |                           |                        |
| Flashwing               | Terre       | Simple                       | Lightcore                |                          |                                        |                           |                        |
| Granite Crusher         | Terre       | Giant                        |                          |                          |                                        |                           |                        |
| Jade Flashwing          | Terre       | Simple                       |                          |                          |                                        |                           |                        |
| Swarm                   | Air         | Giant                        |                          |                          |                                        |                           |                        |
| Jet-Vac                 | Air         | Simple + Lightcore           | Série 2                  | Série 3 + Mini-Compagnon | Série 4                                |                           |                        |
| Legendary Jet-Vac       | Air         | Simple                       |                          |                          | Série 2                                |                           |                        |
| Polar Whirlwind         | Air         | Simple                       |                          |                          |                                        |                           |                        |
| Hoot Loop               | Magie       |                              |                          | Swap Force               |                                        |                           |                        |
| Trap Shadow             | Magie       |                              |                          | Swap Force               |                                        |                           |                        |
| Dune Bug                | Magie       | Simple                       | Série 2                  |                          |                                        |                           |                        |
| Star Strike             | Magie       | Simple + Lightcore           |                          |                          |                                        |                           |                        |
| Enchanted Hoot Loop     | Magie       | Swap Force                   |                          |                          |                                        |                           |                        |
| Enchanted Star Strike   | Magie       | Lightcore                    |                          |                          |                                        |                           |                        |
| Freeze Blade            | Eau         | Swap Force                   |                          |                          |                                        |                           |                        |
| Wash Buckler            | Eau         | Swap Force                   |                          |                          |                                        |                           |                        |
| Punk Shock              | Eau         | Simple                       |                          |                          |                                        |                           |                        |
| Rip Tide                | Eau         | Simple                       | Série 2                  |                          |                                        |                           |                        |
| Nitro Freeze Blade      | Eau         | Swap Force                   |                          |                          |                                        |                           |                        |
| Dark Wash Buckler       | Eau         | Swap Force                   |                          |                          |                                        |                           |                        |
| Magna Charge            | Tech        | Swap Force                   |                          |                          |                                        |                           |                        |
| Spy Rise                | Tech        | Swap Force                   |                          |                          |                                        |                           |                        |
| Countdown               | Tech        | Simple + Lightcore           | Série 2                  |                          |                                        |                           |                        |
| Wind-Up                 | Tech        | Simple                       |                          |                          |                                        |                           |                        |
| Nitro Magna Charge      | Tech        | Swap Force                   |                          |                          |                                        |                           |                        |
| Doom Stone              | Terre       | Swap Force                   |                          |                          |                                        |                           |                        |
| Rubble Rouser           | Terre       | Swap Force                   |                          |                          |                                        |                           |                        |
| Scorp                   | Terre       | Simple                       |                          |                          |                                        |                           |                        |
| Slobber Tooth           | Terre       | Simple                       |                          |                          |                                        |                           |                        |
| Dark Slobber Tooth      | Terre       | Simple                       |                          |                          |                                        |                           |                        |
| Blast Zone              | Feu         | Swap Force                   |                          |                          |                                        |                           |                        |
| Fire Kraker             | Feu         | Swap Force                   |                          |                          |                                        |                           |                        |
| Fryno                   | Feu         | Simple                       | Série 2 + Mini-Compagnon |                          |                                        |                           |                        |
| Smolderdash             | Feu         | Simple + Lightcore           |                          | Série 2                  |                                        |                           |                        |
| Dark Blast Zone         | Feu         | Swap Force                   |                          |                          |                                        |                           |                        |
| Night Shift             | Mort-Vivant | Swap Force                   |                          |                          |                                        |                           |                        |
| Rattle Shake            | Mort-Vivant | Swap Force                   |                          |                          |                                        |                           |                        |
| Grim Creeper            | Mort-Vivant | Simple + Lightcore           |                          |                          |                                        |                           |                        |
| Roller Brawl            | Mort-Vivant | Simple                       | Série 2                  |                          |                                        |                           |                        |
| Legendary Night Shift   | Mort-Vivant | Swap Force                   |                          |                          |                                        |                           |                        |
| Legendary Grim Creeper  | Mort-Vivant | Lightcore                    |                          |                          |                                        |                           |                        |
| Grilla Drilla           | Vie         | Swap Force                   |                          |                          |                                        |                           |                        |
| Stink Bomb              | Vie         | Swap Force                   |                          |                          |                                        |                           |                        |
| Bumble Blast            | Vie         | Simple + Lightcore           |                          |                          |                                        |                           |                        |
| Zoo Lou                 | Vie         | Simple                       | Série 2                  |                          |                                        |                           |                        |
| Legendary Zoo Lou       | Vie         | Simple                       |                          |                          |                                        |                           |                        |
| Dark Stealth Elf        | Vie         | Simple                       | Série 2                  |                          |                                        |                           |                        |
| Boom Jet                | Air         | Swap Force                   |                          |                          |                                        |                           |                        |
| Free Ranger             | Air         | Swap Force                   |                          |                          |                                        |                           |                        |
| Pop Thorn               | Air         | Simple                       |                          |                          |                                        |                           |                        |
| Scratch                 | Air         | Simple                       |                          |                          |                                        |                           |                        |
| Legendary Free Ranger   | Air         | Swap Force                   |                          |                          |                                        |                           |                        |
| Blastermind             | Magie       |                              |                          |                          | Trap Master                            |                           |                        |
| Enigma                  | Magie       |                              |                          |                          | Trap Master                            |                           |                        |
| Cobra Cadabra           | Magie       | Simple                       |                          |                          |                                        |                           |                        |
| Deja Vu                 | Magie       | Simple                       |                          |                          |                                        |                           |                        |
| Legendary Deja Vu       | Magie       | Simple                       |                          |                          |                                        |                           |                        |
| Bushwhack               | Vie         | Trap Master                  |                          |                          |                                        |                           |                        |
| Tuff Luck               | Vie         | Trap Master                  |                          |                          |                                        |                           |                        |
| Food Fight              | Vie         | Simple                       |                          |                          |                                        |                           |                        |
| High Five               | Vie         | Simple                       |                          |                          |                                        |                           |                        |
| Dark Food Fight         | Vie         | Simple                       |                          |                          |                                        |                           |                        |
| Gusto                   | Air         | Trap Master                  |                          |                          |                                        |                           |                        |
| Thunderbolt             | Air         | Trap Master                  |                          |                          |                                        |                           |                        |
| Blades                  | Air         | Simple                       |                          |                          |                                        |                           |                        |
| Fling Kong              | Air         | Simple                       |                          |                          |                                        |                           |                        |
| Legendary Blades        | Air         | Simple                       |                          |                          |                                        |                           |                        |
| Short Cut               | Mort-Vivant | Trap Master                  |                          |                          |                                        |                           |                        |
| Krypt King              | Mort-Vivant | Trap Master                  |                          |                          |                                        |                           |                        |
| Bat Spin                | Mort-Vivant | Simple                       |                          |                          |                                        |                           |                        |
| Funny Bone              | Mort-Vivant | Simple                       |                          |                          |                                        |                           |                        |
| Nitro Krypt King        | Mort-Vivant | Trap Master                  |                          |                          |                                        |                           |                        |
| Gearshift               | Tech        | Trap Master                  |                          |                          |                                        |                           |                        |
| Jawbreaker              | Tech        | Trap Master                  |                          |                          |                                        |                           |                        |
| Chopper                 | Tech        | Simple                       |                          |                          |                                        |                           |                        |
| Tread Head              | Tech        | Simple                       |                          |                          |                                        |                           |                        |
| Legendary Jewbreaker    | Tech        | Trap Master                  |                          |                          |                                        |                           |                        |
| Head Rush               | Terre       | Trap Master                  |                          |                          |                                        |                           |                        |
| Wallop                  | Terre       | Trap Master                  |                          |                          |                                        |                           |                        |
| Fist Bump               | Terre       | Simple                       |                          |                          |                                        |                           |                        |
| Rocky Roll              | Terre       | Simple                       |                          |                          |                                        |                           |                        |
| Wildfire                | Feu         | Trap Master                  |                          |                          |                                        |                           |                        |
| Ka-Boom                 | Feu         | Trap Master                  |                          |                          |                                        |                           |                        |
| Torch                   | Feu         | Simple                       |                          |                          |                                        |                           |                        |
| Trail Blazer            | Feu         | Simple                       |                          |                          |                                        |                           |                        |
| Dark Wildfire           | Feu         | Trap Master                  |                          |                          |                                        |                           |                        |
| Lob-Star                | Eau         | Trap Master                  |                          |                          |                                        |                           |                        |
| Snap Shot               | Eau         | Trap Master                  |                          |                          |                                        |                           |                        |
| Echo                    | Eau         | Simple                       |                          |                          |                                        |                           |                        |
| Flip Wreck              | Eau         | Simple                       |                          |                          |                                        |                           |                        |
| Dark Snap Shot          | Eau         | Trap Master                  |                          |                          |                                        |                           |                        |
| Legendary Lob-Star      | Eau         | Trap Master                  |                          |                          |                                        |                           |                        |
| Knight Light            | Lumière     | Trap Master                  |                          |                          |                                        |                           |                        |
| Knight Mare             | Ténèbres    | Trap Master                  |                          |                          |                                        |                           |                        |
| Thrillipede             | Vie         |                              |                          |                          |                                        | Simple                    |                        |
| Eggcited Thrillipede    | Vie         |                              |                          |                          |                                        | Simple                    |                        |
| Turbo Charge DK         | Vie         | Simple + Amiboo              |                          |                          |                                        |                           |                        |
| Dark Turbo Charge DK    | Vie         | Simple + Amiboo              |                          |                          |                                        |                           |                        |
| Astroblast              | Lumière     | Simple                       |                          |                          |                                        |                           |                        |
| Legendary Astroblast    | Lumière     | Simple                       |                          |                          |                                        |                           |                        |
| Nightfall               | Ténèbres    | Simple                       |                          |                          |                                        |                           |                        |
| Smash Hit               | Terre       | Simple                       |                          |                          |                                        |                           |                        |
| Steel Planted Smash Hit | Terre       | Simple                       |                          |                          |                                        |                           |                        |
| Dive-Clops              | Eau         | Simple                       |                          |                          |                                        |                           |                        |
| Missile-Tow Dive-Clops  | Eau         | Simple                       |                          |                          |                                        |                           |                        |
| Stormblade              | Air         | Simple                       |                          |                          |                                        |                           |                        |
| Legendary Roller Browl  | Mort-Vivant | Simple                       |                          |                          |                                        |                           |                        |
| Fiesta                  | Mort-Vivant | Simple                       |                          |                          |                                        |                           |                        |
| Frightful Fiesta        | Mort-Vivant | Simple                       |                          |                          |                                        |                           |                        |
| High Volt               | Tech        | Simple                       |                          |                          |                                        |                           |                        |
| Hammer Slam Bowser      | Feu         | Simple + Amiboo              |                          |                          |                                        |                           |                        |
| Dark Hammer Slam Bowser | Feu         | Simple + Amiboo              |                          |                          |                                        |                           |                        |
| Patina Eruptor          | Feu         | Simple                       |                          |                          |                                        |                           |                        |
| Spitfire                | Feu         | Simple                       |                          |                          |                                        |                           |                        |
| Dark Spitfire           | Feu         | Simple                       |                          |                          |                                        |                           |                        |
| Splat                   | Magie       | Simple                       |                          |                          |                                        |                           |                        |
| Power Blue Splat        | Magie       | Simple                       |                          |                          |                                        |                           |                        |
| Air Strike              | Air         |                              |                          |                          |                                        |                           | Sensei                 |
| Egg Bomber Air Strike   | Air         |                              |                          |                          |                                        |                           | Sensei                 |
| Ambush                  | Vie         |                              |                          |                          |                                        |                           | Sensei                 |
| Boom Bloom              | Vie         |                              |                          |                          |                                        |                           | Sensei                 |
| Aurora                  | Lumière     |                              |                          |                          |                                        |                           | Sensei                 |
| Solar Flare Aurora      | Lumière     |                              |                          |                          |                                        |                           | Sensei                 |
| Barbella                | Terre       |                              |                          |                          |                                        |                           | Sensei                 |
| Pink Barbella           | Terre       |                              |                          |                          |                                        |                           | Sensei                 |
| Buckshot                | Magie       |                              |                          |                          |                                        |                           | Sensei                 |
| Heartbreaker Buckshot   | Magie       |                              |                          |                          |                                        |                           | Sensei                 |
| Chain Reaction          | Tech        |                              |                          |                          |                                        |                           | Sensei                 |
| Candy-Coated Chopscotch | Mort-Vivant |                              |                          |                          |                                        |                           | Sensei                 |
| Chopscotch              | Mort-Vivant |                              |                          |                          |                                        |                           | Sensei                 |
| Crash Bandicoot         | Vie         |                              |                          |                          |                                        |                           | Sensei                 |
| Ember                   | Feu         |                              |                          |                          |                                        |                           | Sensei                 |
| Flarewolf               | Feu         |                              |                          |                          |                                        |                           | Sensei                 |
| Hard-Boiled Flarewolf   | Feu         |                              |                          |                          |                                        |                           | Sensei                 |
| King Pen                | Eau         |                              |                          |                          |                                        |                           | Sensei                 |
| Dark King Pen           | Eau         |                              |                          |                          |                                        |                           | Sensei                 |
| Mysticat                | Magie       |                              |                          |                          |                                        |                           | Sensei                 |
| Pit Boss                | Mort-Vivant |                              |                          |                          |                                        |                           | Sensei                 |
| Legendary Pit Boss      | Mort-Vivant |                              |                          |                          |                                        |                           | Sensei                 |
| Ro-Bow                  | Tech        |                              |                          |                          |                                        |                           | Sensei                 |
| Starcast                | Ténèbres    |                              |                          |                          |                                        |                           | Sensei                 |
| Cristal Starcast        | Ténèbres    |                              |                          |                          |                                        |                           | Sensei                 |
| Tidepool                | Eau         |                              |                          |                          |                                        |                           | Sensei                 |
| Tri-Tip                 | Terre       |                              |                          |                          |                                        |                           | Sensei                 |
| Legendary Tri-Tip       | Terre       |                              |                          |                          |                                        |                           | Sensei                 |
| Wildstorm               | Air         |                              |                          |                          |                                        |                           | Sensei                 |

## Antagonistes

### Kaos
Kaos est le principal antagoniste des versions consoles des jeux Skylanders. C'est l'ennemi juré de Maître Eon et des Skylanders.
Avant de devenir l'ennemi juré des Skylanders, Kaos a toujours affiché un appétit insatiable pour le pouvoir absolu. Encore bébé, Kaos a pris le contrôle de sa crèche avec son "armée maléfique de méchants bébés baveurs" et menacé d'envahir tous les Skylands. Heureusement, sa révolte a été maîtrisée à l'heure de la sieste. Kaos a ensuite été envoyé à la meilleure des écoles maléfiques de magie méchante, comme tant d'autres dans la longue et ténébreuse histoire de sa famille. C'est là qu'il a rencontré Glumshanks, qu'il a persuadé de devenir son serviteur maléfique grâce à la promesse d'une belle carrière. Mais ils ont tous deux été renvoyés de l'école peu après, car Kaos est un jour apparu sous la forme d'une tête volante géante et a avalé le gymnase. Toujours accolé au malheureux Glumshanks, Kaos continue à inventer des plans pour s'emparer des Skylands. Certains pensent qu'il a l'ambition de devenir l'"ultime seigneur du mal", mais d'autres estiment qu'il cherche juste à impressionner sa mère, une personne autoritaire et immensément puissante, et une authentique Maîtresse du portail noir. Tout le monde s'accorde néanmoins sur un point : il ne faut pas sous-estimer Kaos. Physiquement, Kaos est de petite taille, il porte des vêtements noirs et possède un tatouage bleu sur son front qui sont en réalité ses pouvoirs.
Dans Spyro's Adventure, il apparaît pour la première fois à l'endroit où se trouve le cœur de lumière avant de parvenir à le détruire grâce à son Hydre. À la fin du jeu, il se retrouve capturé et exilé par les Skylanders pour avoir trahi les Skylands et détruit le cœur de lumière.
Dans Giants, il se retrouve dans un magasin de jouets sur Terre après avoir été banni des Skylands par Eon et ses Skylanders. Il parvient cependant à revenir aux Skylands grâce à un portail. Après avoir réactivé un conquérator Arkeyan, Kaos se met en quête de la cité perdue des Arkeyans, Arkus. Là-bas, il fusionne avec le Poing de Fer d'Arkus, devenant l'empereur des Arkeyans et levant l'armée robotique. Mais une nouvelle victoire des Skylanders rompt son lien avec l'artefact.
Dans Swap Force, il tente une nouvelle fois de répandre les ténèbres dans les Skylands à l'aide de... sa mère. Quand cette dernière se fait emprisonner dans le miroir de l'oubli, Kaos et Glumshanks décident de provoquer l'éruption du mont Eclairci pour répandre les ténèbres. Mais en se préparant, Glumshanks fait accidentellement tomber des pierres sur Kaos, le transformant en un géant maléfique. Une fois battus par les Skylanders, Kaos et Glumshanks découvrent que leurs parties du corps ont été inversées. Ils se font plus tard projetés du volcan lors de l'éruption.
Dans Trap Team, Kaos est l'antagoniste principal du jeu et un personnage jouable une fois battu. Il avait un plan avec les maraudeurs, mais ils ont préféré rejoindre de nouveau Golden Queen pour construire l'arme ultime. Ils lui ont pris sa soucoupe et Glumshanks. Il aide les skylanders, mais il se fait capturer par Wolfgang pour aller dans le futur. Une fois sauvé, il n'aime plus les montres. Après avoir capturé la Golden Queen, il reprend les commandes.
Dans Superchargers, il est l'antagoniste principal et jouable une fois débloqué dans le Trophée Kaos. Il a réussi à canaliser les ténèbres pour créer sa machine.
Entre Superchargers et Imaginators, il a acquis le pouvoir de la magie de l'esprit et s'est cloné, mais le clone voulait obtenir la victoire pour lui-même et a rejoint les skylanders en tant que senseï.
Dans Imaginators, il est (encore) l'antagoniste principal. Avec la magie de l'esprit, il a créé les doomlanders et un monstre de guacamole. À la fin du jeu, il est combattu en tant que Super Kaos.

### Maraudeurs

#### Gulper
Gulper, doublé par Julien Chatelet, est un blob anthropomorphique apparaissant à la source du Soda. Il a tout le temps faim, avide de dévorer toute chose comestible qui peut tenir dans sa bouche. Il est aussi incroyablement stupide. Il souhaite boire du soda à volonté.
Depuis l'instant où il a suinté du plafond des Cavernes gélatineuses, le Gulper dévore et boit tout ce qu'il peut fourrer dans sa bouche. Tout jeune, il a fini premier d'un concours de dégustation de triple-cheeseburger, et porte fièrement la Couronne de la Gloutonnerie depuis lors. Mais c'est son goût particulier pour le soda qui lui a valu de grandir jusqu'à devenir un colosse et de tout ravager, et qui a retenu l'attention de la Golden Queen. Elle cherchait des gens ou des créatures spéciales pour rejoindre ses Maraudeurs, dont le but était de répandre un chaos total. Elle désirait recruter quelqu'un d'assez idiot pour que les Skylanders ne puissent en tirer aucune information utile s'il était capturé. Le Gulper correspondait parfaitement à cette description !
Dans Trap Team, Gulper a atterrit à la source du soda, où il a commencé la consommation de sodas qui ont été faits par les Mabu pour le festival annuel du soda. Plus Gulper buvait de soda, plus il grandissait, lui permettant de saccager le village. Finalement, les Skylanders sont arrivés et ont arrêté Gulper en l'incitant à boire du soda à l'anguille. Cela rendit sa taille normale à Gulper, permettant aux Skylanders de capturer Gulper avec facilité.

#### Chompy Mage
Le Chompy Mage est un antagoniste mineur qui est apparu dans Skylanders: Giants, Skylanders Trap Team et Skylander Superchargers. C'est un assistant qui a les capacités d'invoquer des chompys et de se transformer en un Chompy géant. Il n'aime pas ceux qui ne sont pas des chompys et a toujours une marionnette Chompy sur sa main gauche dont il parle de temps en temps pour lui. Son frère est le Mage moutons. C'est l'un des rares vilains capturables qui sont apparus dans un jeu précédent, et le dernier à avoir rejoint les maraudeurs puisqu'il a été emprisonné dans la prison des nuages quelque temps après les autres.
Croyez-le ou non, le Chompy Mage a éclos à l'intérieur d'une gousse chompy. Au moins c'est comment sa marionnette mini-Chompy raconte l'histoire.  Ayant été élevé par des chompys, il n'est pas surprenant que le vieux magicien est un peu étrange. Il a simplement grandi en suivant la voie des chompys. Il croit que les Skylands seraient un meilleur endroit si tout le monde était un chompy.
Le Chompy Mage était sur son chemin à la Convention annuelle chompy (ChompyCon), mais s'est perdu. Il ne voulait pas demander des directions, il a donc prétendu s'installer au village des willikins. Il alors pensé qu'il resterait là pendant un certain temps, pour exercer sa magie, puis il partirait pour l'année prochaine pour la ChompyCon. Toutefois, ses pitreries se sont avérées être une nuisance pour Wilikin, éludant les résidents en commutant entre le monde réel et le monde Wilikin. Finalement, les Skylanders se sont confrontés au chompy Mage et l'ont vaincu au village des wilikins dans Skylanders Giants. Il apparaît plus tard dans les crédits, conversant avec Flynn.
Finalement, sa tentative de transformation des personnes en chompys interdite l'a amené à être enfermés à l'intérieur de la prison des nuages, où il a rencontré les autres maraudeurs. Bien sûr, ils ont tous pensé qu'il était complètement fou, mais le Chompy Mage peuvent voir à travers les yeux de tous les chompy des Skylands - et avoir quelques milliards de petits espions peut être pratique lorsque vous essayez de prendre sa revanche sur les Skylanders.  De plus, il pourrait sécuriser le vote Chompy pour toute sorte d'élections politiques qui ont suivi.
Dans Trap Team, il apparait à la montagne Chompy où il doit localiser le traptanium. Il combat les Skylanders au sommet de la montagne.
Dans Superchargers, il est jouable une fois débloqué dans le land racing pack.
Dans Imaginators, il devient un sensei mais il décide de ne plus utiliser un bâton de sorcier. Au lieu de ça, il utilise maintenant un bazooka et devient un senseï bazookeur.

#### Chef Pepper Jack
Le chef Pepper Jack, est un poivron rouge anthropomorphe qui est l'un des méchants piégeables par le feu dans Skylanders: Trap Team . Il fait partie d'un groupe de méchants notoires appelés les maraudeurs
Le chef Pepper Jack était autrefois le chef célèbre le plus célèbre de tous les Skylands - jusqu'à ce qu'il découvre des recettes anciennes pour des délices maléfiques. C'est à ce moment-là qu'il a transformé son entreprise florissante de restauration en un formidable empire criminel. L'escroquerie était simple : il survolait sa forteresse de zeppelin au- dessus d'un village et ordonnait aux habitants de rendre tout leur argent. S'ils ne le faisaient pas, il servirait rapidement un plat principal de bombes au poivre épicé qui ferait tout exploser ! La golden queen appréciait ses compétences culinaires explosives et non explosives et le recruta immédiatement dans les Doom Raiders. Maintenant, quand il ne purge pas de temps dans la prison de Cloudcracker, il sert des omelettes atomiques de malheur!
Dans Superchargers, il est jouable une fois débloqué dans le Sky racing pack.

#### Wolfgang
Wolfgang (ウォルフガング, U~Orufugangu), doublé par Jérémy Zylberberg dans la version française, est un loup-garou rockeur au poil roux qui utilise une sorte de harpe osseuse avec une lame aiguisée accrochée dessus et qui envoie des notes mortelles. Il a tendance à commencer ses phrases par « Et bien, et bien, et bien... ». Il fait partie de l'élément des Morts-Vivants.
Avant d'être ce qu'il est à présent, Wolfgang était un magnifique musicien, qui, le jour de son mariage, voulait composer sa symphonie ultime pour la faire écouter aux plus grands amateurs de musique. Mais cette musique était tellement horrible que ça les a littéralement blessés, et Wolfgang devint le loup-garou qu'il est aujourd'hui. Il s'est depuis reconverti au crime, et sera remarqué par Golden Queen, qui le recrute parmi les Maraudeurs.
Dans Trap Team, Wolfgang apparaît lors du combat contre le Dr. Krankcase, et capture Kaos, qui était coincé dans un tonneau. Il força ce dernier à utiliser ses pouvoirs pour perturber le temps à Time Town, et lorsqu'il se retrouve confronté aux Skylanders, il s'enfuit 10000 ans dans le futur. Lorsque les Skylanders voyagent à leur tour dans le futur pour vaincre Wolfgang, ils apprennent qu'il a réussi à conquérir les Skylands, et en est devenu l'empereur. Il a créé un haut-parleur géant, le "Grand Méchant Woofer", dont le son qu'il produit pendant ses concerts peut tout détruire. Les Skylanders parviendront à mettre Wolfgang hors d'état de nuire, restaurant ainsi le temps, mais ce dernier parvient à renvoyer dans le présent le morceau de fromage qui servait à alimenter son enceinte dans le présent, ce qui permettra à Golden Queen de fabriquer son Arme Ultime.
Dans Superchargers, il est jouable une fois débloqué dans le Sky racing pack.
Dans Imaginators, Wolfgang est un senseï archer.
Il apparaît également dans le trailer de Skylanders : Trap Team, où il attaque les Skylanders avec le Chompy Mage et Dr. Cranckase. Durant le combat, Food Fight lui lance une tomate en pleine figure. Snap Shot parvient ensuite à le neutraliser. Wolfgang est alors aspiré dans le piège en cristal. Il devient alors un allié parmi les Skylanders. En voyant cela, ses anciens acolytes s'enfuient.

#### Golden Queen
Golden Queen est une reine faite entièrement d'or et plus riche qu'elle n'en rêva jamais. Elle rêve de voler tout l'or du monde.
Elle a appris comment transformer les gens et les objets en or, mais penser que les Skylands contenaient encore de l'or qui ne lui appartenait pas la rendait furieuse. Elle se lança alors dans une quête pour s'en emparer jusqu'au dernier grain. Mais elle ne pouvait pas y parvenir seule. C'est alors qu'elle rassembla les Maraudeurs, le groupe de méchants le plus célèbre jamais réuni. En tant que chef, la Golden Queen promit des richesses, la domination du monde et même des crevettes à volonté pour recruter des experts criminels à son service. Ensemble, les Maraudeurs terrorisèrent les Skylands jusqu'à ce que Maître Eon et les Trap Masters les arrêtent et les enferment tous dans la Prison des nuages.
Dans Trap Team, elle a arrêté ses camarades d'attaquer Kaos et lui a révélé qu'elle avait déjà élaboré un plan pour prendre le contrôle des Skylands : créer une arme ultime fabriqué à partir Traptanium. Elle a prévu de l'utiliser pour obtenir tout l'or du monde, un plan qui énerva Kaos. Ce dernier a donc lancé un combat, qu'elle a gagné en le transformant en statue d'or et l'abandonnant en prenant Glumshanks avec elle et les autres maraudeurs.
Plus tard, une fois l'arme ultime faite, elle ordonne aux Skylands de lui livrer tout leur or, de libérer les maraudeurs, ordonne aux skylanders de se rendre et se permet d'ajouter autant de règles qu'elle veut. Les skylanders finissent par la capturer dans son repaire, au désert doré.
Dans Superchargers, elle est jouable une fois débloquée dans le sea racing pack.
Dans Imaginators, Maître Eon lui propose un marché : elle peut sortir de prison et se racheter une conduite si elle parvient à devenir une Sensei, dans le but d’enseigner ses compétences aux Imaginators, ce qu'elle accepte.

#### Luminous
Luminous est un être de lumières, craignant grandement l'obscurité, même sa propre ombre. Luminous peut convoquer les rayons de lumière et faire appel à de grands éclats de cristal. Il possède également la capacité de changer de formes. Il apparait dans le niveau supplémentaire "Aiguille du gratte-soleil". Lui et Nightshade sont les seuls à accepter leurs captures.
À cause de sa grande peur de l'obscurité, il était déterminé à trouver la source de la lumière si intense qu'aucune obscurité pourrait exister dans sa présence. Cette quête l'a rendu fou et il s'est mis à détruire tous ceux qui s'opposaient à lui. Luminous a cherché à voler le Starlight de la Cité Radieuse pour lui-même et a attaqué la ville. Le Trap Master Light Mare a combattu le maraudeur pour protéger son royaume. Après un combat qui a duré plusieurs jours, Light Mare est sorti victorieux et Luminous a été emprisonné dans l'aiguille Gratte-Soleil.
Dans Trap Team, les Skylanders sont arrivés avec Maggs à l'aiguille Gratte-Soleil pour enquêter après la destruction de la prison des nuages. Voyant cela comme une chance d'échapper à son emprisonnement, Luminous a pris l'apparence de Maggs et a conduit les héros autour des tours, les trompant en les incitant à déverrouiller les joints qui l'emprisonnait dans la tour centrale. Tous les joints étaient déverrouillés et le maraudeur a révélé sa véritable identité aux Skylanders une fois qu'ils ont atteint l'intérieur de Tricked your tower. Il les engagea dans la bataille, et malgré sa puissance basée sur l'élément Lumière, il a été défait. Le vortex menant à un piège de lumière s'est ouvert et Luminous accepta son sort, courant vers la lumière du vortex.

#### Nightshade
Nightshade est un voleur très sophistiqué qui suit l'obscurité. Il a la capacité de devenir invisible et de se faire des clones d'ombre. Il apparait dans le niveau supplémentaire "Musée de Minuit"". Lui et Luminous sont les seuls à accepter leurs captures.
Ninja voleur charismatique, Nightshade est de loin le plus célèbre cambrioleur dans l'histoire de Skylands. Comme il est né riche, il n'a pas besoin du trésor qu'il vole comme un expert. Il ne le fait que pour montrer à quel point il est impressionnant. Dans Trap Team, Nightshade s'est faufilé dans la haute sécurité du Musée de minuit pour voler l'œil sombre de demain afin de tout voler dans les Skylands. Les Skylanders ont tenté de récupérer l'œil noir avant qu'il ne tombe entre de mauvaises mains, mais Nightshade les a rattrapés et a arraché l'artefact avant de faire son évasion. Après que les Skylanders ont vaincu les forces de sécurité du musée, ils ont rattrapé Nightshade qui les engagea dans un combat. Pendant la bataille, le maraudeur a utilisé les ombres pour infliger des dégâts aux Skylanders et a créé des clones d'ombre de lui-même. Malgré cet avantage, Nightshade a été défait et a accepté la capture avec dignité.

### Vilains mineurs

#### Vilains de la Magie
Bomb Shell est une tortue qui apparaît sur le dirigeable du Chef Pepper Jack. Il peut lancer des bombes et tourner sur lui-même.
Il apparait dans deux épisodes d'Academy. Il fait un caméo dans un épisode de la saison 1, où il parvient à faire sauter une statue, et apparait en tant qu'antagoniste de l'épisode "Spyromanie" où il a volé le podium d'Eon.

##### Painyatta
Painyatta est une piñata qui apparait dans l'observatoire. Il tient à la main une friandise et peut cracher des bonbons.

##### Rage Mage
Le Rage Mage est un mage ressemblant à un troggmander. Il apparait aux égouts secrets du dégout suprême.

#### Vilains de la Tech

##### Shrednaught
Shrednaught est un duo de Trolls. Troll 1 est le cerveau et Troll 2 contrôle la tronçonneuse. Les deux sont rencontrés au Sanctuaire du phœnix.

##### Mab Lobs
Mab Lobs un mabu maléfique qui apparait dans le miroir du mystère, ce qui explique qu'il est mauvais. Vu que Blobbers et lui sont doublés par la même personne dans la V.O, il est possible que Mab Lobs soit l'homologue de Blobbers.

#### Vilains de l'Air

##### Buzzer Beak
Buzzer Beak (ブザーくちばし, Buzā kuchibashi) est un petit oiseau avec un chapeau-hélice sur la tête. Il attaque avec les lames de son hélice et en plongeant vers le sol. Il est rencontré sur une petite île isolée dans les Îles des Je-Sais-Tout. Il ne peut communiquer que par des piaillements.

##### Bad Juju
Bad Juju (バート·ジュジュ, Bāto· juju), doublée par Carole Baillien dans la version française, est une fantôme squelettique qui apparaît dans le Repaire de Golden Queen, une fois que les Skylanders l'aient accidentellement réveillée. Elle se défend en invoquant des éclairs et en créant des tourbillons qui aspirent ses ennemis.

#### Vilains de la vie

##### Sheep Creep
Sheep Creep est un mouton qui apparait à la source du soda. C'est non seulement le premier boss capturable rencontré mais également le premier ennemi du jeu et le seul mouton à combattre dans le jeu version console. Lorsqu'ils le rencontrent, Buzz prévient les skylanders.

##### Brocoli Guy
Brocoli Guy est un brocoli utilisant de la magie pour blesser ses ennemis et soigner ses amis. Il apparait dans une pièce cachée du mont chompy. Le joueur peut l'utiliser pour rendre des PV à son skylanders. Sa version Steamed Brocoli Guy apparait dans le piège Oak Eagle du pack de huit pièges.
Dans Academy, il fait partie des maraudeurs et tente dans un épisode de manipuler Kaos pour absorber les éléments et gagner en puissance.

##### Cuckoo Clocker
Cuckoo Clocker, doublé par Sylvain Lemarié, est un grand oiseau équipé d'une armure apparaissant dans le sanctuaire du phœnix. Il est convoqué par le chef Pepper Jack afin de combattre les skylanders. Son smash totalement chargée est la plus puissante attaque d'un vilain.

##### Shield Shredder
Shield Shredder, doublé par Martial Le Minoux, est un Evilikin qui utilise des scies circulaires pour se battre. Il pense que la meilleure défense est une bonne attaque. Il apparait à la scierie mystique. Sa version Riot Shield Shredder est exclusivement disponible à l'E3 2014.

##### Chompy
Chompy est un chompy normal qui apparait dans le miroir du mystère. Bien qu'il soit dans ce chapitre, il est aussi mauvais que n'importe quel chompy dans la dimension normale. Kaos et lui sont les deux seuls vilains capturables qui sont apparus dans tous les jeux (version console) de la série.

#### Vilains des Morts-vivants

##### Masker Mind
Masker Mind est une créature fantômatique apparaissant dans la côte du poisson-pluie, contrôlant un Bomb Shell pour attaquer les Skylanders. Il peut contrôler ses ennemis et envoyer des salves de télékinésie.

##### Hood Sickle
Hood Sickle est un faucheur convoqué par Dreamcatcher pour combattre les skylanders dans l'observatoire. Il peut se téléporter et donner des coups de faux. Il est basé sur le Grim Reaper

##### Bone Chompy
Bone Chommpy est un chompy squelettique qui peut poser des pièges dans le sol. Il apparait dans le désert doré. Selon Buzz, c'est un excellent infirmier. Lui et le Chompy Mage sont les seuls méchants récupérables qui sont apparus la première fois dans Skylanders: Giants (Par coïncidence, ils sont tous deux liés aux chompies).

#### Vilains de l'Eau

##### Chill Bill
Chill Bill est un troll. Il a en sa possession un canon pouvant geler ses ennemis. Il apparait au sanctuaire du phœnix où il gèle des oiseaux en disant "On ne bouge plus !!!" Billy West lui prête sa voix dans la VO.

##### Threatpack
Threatpack, aussi connu sous le nom de professeur Nilbog, est un toll avec un jet-pack. Il apparait dans l'opération vol de fusée troll, où il parle accidentellement de la fusée top-secrète. Voyant qu'il n'arrive pas à éliminer les skylanders en envoyant des sbires dans l'arène, il décide de devenir lui-même un héros et de se renommer Threatpack avant de les combattre. Il est doublé par Martial Le Minoux

#### Vilains des Lumières

##### Eye Five
Eye Five est un monstre mutant. C'est le premier vilain de cet élément rencontré dans le jeu. Il apparait dans le marais des monstres, juste avant le village. Ses yeux sont sur ses mains, comme le mentionne son nom (bien qu'il n'ait que quatre doigts), qui ressemble à celui de High Five.

##### Blaster-Tron
Blaster-Tron est un robot utilisant un bouclier pour se protéger presque tout le corps. Il apparait dans une partie cachée du grand méchant woofer dans le futur des Skylands.
Dans Imaginators, il devient un senseï de la classe chevalier.

##### Lob Gobelin
Lob Gobelin est un troll qui utilise des bombes magnétiques qui suivent ses ennemis pendant une brève période avant d'exploser. Il apparait dans le cauchemar express.

#### Vilains des Ténèbres

##### Eye-Scream
Eye Scream est une créature mutante apparaissant dans le marais des monstres. Lorsque les Skylanders l'ont réveillé près de sa maison, elle a envoyé plusieurs globes oculaires pour les attaquer avant de s'enfuir dans le marais. Elle peut ensuite être trouvée et capturée au bord du marais derrière un cristal de Traptanium. Le nom de sa quête est un jeu de mots sur la série de films "Paranormal Activity".

##### Fisticuffs
Fisticuffs est un evilikin apparaissant dans l'arène des égouts secrets du dégout suprême. Il a été convoqué par Verl et d'autres Gillmens pour aider à déterminer si les Skylanders étaient effectivement Skylanders.

##### Tae Kwon Crow
Tae Kwon Crow (テコンドークロウ, Tekondōkurou), aussi connu sous le nom du Grand Hawkmongous, est un corbeau ninja qui sert en tant que chef des Pirates de l'air dans les Skyhighlands. Il rencontre les Skylanders plusieurs fois dans le repaire, les défiant à quelques jeux de Casse-Pierre, avant de finalement les combattre au sommet pour la possession du prisme de cristal. C'est le deuxième méchant capturable qui change son nom (le premier étant Threatpack). Il est doublé par Patrick Béthune dans la version française.
Dans Imaginators, il devient un sensei de la classe ninja (changeant d'élément pour être de l'élément feu).

### Vilains des cauchemars
Les vilains des cauchemars sont des vilains capturables qui apparaissent dans la version 3DS du jeu Trap Team
En effectuant des recherches dans les Archives Eternelles, Hugo lit « le plus ennuyeux livre » et ouvre involontairement un portail vers le royaume des rêves, ce qui permet à une multitude de créatures cauchemardesques de s'échapper dans les Skylands.

#### Dream Sheep
Dream Sheep est le maître de cauchemars et l'antagoniste principal. Il a concocté un sort de sommeil qui a menacé d'endormir les habitants des Skylands, permettant à lui et son armée de cauchemars à prendre le relais. Toutefois, les Skylanders sont immunisés contre le sort et sont les seuls capables de l'arrêter.

#### Robbin Rood
Robbin Rood est un archer drow qui, armé de son arc magique, peut tirer une flèche avec autant de précision qu'il peut tirer au milieu d'une pièce d'or jetés en l'air. Élevé par une tribu de chasseurs elfes, il a commencé à tirer un arc à deux ans. Puis il a obtenu sa première paire de collants. Il a été dit qu'il était tellement concentré sur sa formation que, pendant un moment, son arc était son seul compagnon.

#### Runys Pointyboots
Runys Pointyboots est un sorcière drow qui peut voir l'avenir. C'était une diseuse de bonne aventure du cirque de cauchemars jusqu'au jour où elle a quitté parce qu'elle était fatiguée de voir la victoire des Skylanders.

#### Shelshock Sheldon
Shelshock Sheldon est une tortue. Malade et fatigué de voir que les tortues étaient bousculées, il a commencé le Front Secret de Libération des Tortues... dont il est toujours le seul membre.   Sheldon affirme avoir été autrefois un professionnel dans la Ligue de baseball des cauchemars.

### Vilains Non capturables

#### Cluck
Cluck est un oiseau apparaissant dans Swap Force et Superchargers.
Dans Superchargers, il est jouable une fois débloqué dans le Sky racing pack.

#### Compte Moneybone
Le compte Moneybone apparait dans la version 3DS de Skylanders : Swap Force et les versions consoles (sauf WII) de Skylanders Superchargers.
Dans la version 3DS de Skylanders : Swap Force, c'est l'antagoniste principal à la place de Kaos.
Dans Skylanders Superchargers, Kaos le charge de surveiller la prison de traptanium dans laquelle Eon est maintenu prisonnier. Lorsque les skylanders arrivent dans la salle du traptanium, Moneybone les combat, mais ils réussissent à le vaincre et à sauver Eon. Il est jouable une fois débloqué dans le land racing pack.

#### Doomlanders
Les doomlanders sont faits par Kaos avec la magie de l'esprit dans Skylanders Imaginators. Ils sont, dans l'ordre :
- Sorcier doomlander
- Cogneur doomlander
- Bazookeur doomlander
- Epéiste doomlander
- Chevalier doomlander
- Ninja doomlander
- Marteleur doomlander
- Archer doomlander
- Tireur doomlander
- Sentinelle doomlander

#### Drill-X
Drill-X est une foreuse géante qui apparait dans Skylanders Giants. Il combat les skylanders dans une plateforme pétrolière, où il chante entre les phases de combat. Son combat rappelle celui du great mighty poo de Conker's Bad Fur Day.

#### Le Golem de Pierre
Le Golem de pierre est un boss de Skylanders : Spyro's adventure. C'est la source éternelle de la terre qui avait été transformé en un grand golem.

#### L'Hydre
L'Hydre est le dragon à quatre têtes de Kaos qui apparait dans les versions consoles de Skylanders: Spyro Adventure. Il sert de boss final aux côtés de Kaos, qui l'aide dans la bataille, et est le plus puissant de tous ses sbires. Quand il a échoué à sa deuxième tentative pour détruire le cœur de Lumière, Kaos a sorti son Hydre dans la bataille, qui était assez puissant pour détruire le cœur de lumières ; sa destruction était ce qui a déclenché les événements qui ont changé Maître Eon en un esprit et a banni les Skylanders à la Terre. L'Hydre utilise la puissance des éléments vie, mort, feu et eau.
Il fait également une apparition dans un des livres de la bibliothèque des mages voyous dans Skylanders Superchargers.

#### Kaossandra
Il y a cent ans, la Kaossandra, la mère de Kaos, avait lancé une attaque sur les îles éclaircies avec un essaim de Vipères de feu à ses ordres, mais l'attaque a été repoussée par la swap force.
Elle apparait dans Swap Force où elle contacte son fils, Kaos, et le gronde pour son invasion qui a attiré l'attention des Skylanders. Elle est venue plus tard dans le château en personne pour aider son fils, révélant avoir gagné l'aide de quelques sbires qu'elle avait enrôlée. Lorsque les Skylanders ont sauvé tous les anciens élémentaires, elle a interrompu la célébration et a annoncé que leur victoire était loin d'être terminée avant d'enlever la nouvelle cheftaine Tessa. Elle est plus tard combattue par les Skylanders dans le château de Kaos avant d'être emprisonnée par son propre sort dans le miroir de l'oubli.

#### Lord Stratosfear
Lord Strarosfear est un habitant du royaume des nuages apparaissant dans Skylanders Superchargers. Kaos a dit aux habitants du royaume qu'ils seraient sous sa protection s'ils l'aidaient. Tous ont refusé, sauf Stratosfear. Les skylanders le combattent pour récupérer assez de foudre pour aller sauver Eon.
Il est jouable une fois débloqué dans le sky racing pack.

#### Mage Mouton
Le Mage mouton est un sorcier maléfique qui est spécialisé dans l'utilisation de la magie liée aux moutons. Il est le principal antagoniste de l'île Sheep Wreck pack d'aventures. Son frère est le Chompy Mage. Voyant les moutons maltraités et bousculés par les habitants des Skylands, il a prévu une rébellion de moutons.

#### Mesmeralda
Mesmeralda est une marionnettiste apparaissant dans Skylanders: Swap Force. Elle est engagée par la mère de Kaos pour capturer Frosthound. Quand elle a capturé Frosthound, elle a chanté avec ses marionnettes avant de combattre les skylanders. Mais les skylanders ont survécu à son spectacle et l'ont vaincue.
Dans Superchargers, elle est jouable une fois débloquée dans le sea racing pack.

#### Noodles
Noodles est un ogre des glaces apparaissant dans Skylanders: Giants et Skylanders Trap Team. Petit, il aimait courir à l'extérieur durant les tempêtes de grêle et essayer d'attraper des blocs de glace sur sa langue. Il n'a jamais réussi, mais a réussi à prendre de nombreuses chutes de blocs de glace sur la tête. Comme il ne portait pas de casque pendant ces situations, il en a porté quelques séquelles. Dans Skylanders Giants, il croyait que le fantôme machine était le grand maître des glaces et a envoyé des ogres des glaces combattre les skylanders, qui détruisaient les cadeaux pour le grand maître des glaces. Dans Skylanders Trap Team, il apparait dans le cauchemar express où il tente de trouver le Trolly Graal.

#### Pipsqueak
Pipsqueak est un Cyclope monarque qui est apparu dans Skylanders: Giants. Il est connu pour être allergique à tout. Pipsqueak avait entendu parler de l'Oracle et a décidé d'envoyer une armée à la montagne des Molekin pour attirer l'attention. Dans Trap Team, il apparait dans le mini-jeu Skaletones Showdown.

#### Les sbires de Kaos
Les sbires de Kaos sont des versions sombres de Skylanders (à l'exception de l'Hydre) qu'il utilise pour combattre les Skylanders qui tentent de récupérer les sources éternelles. Ils se distinguent des simples Skylanders grâce à leur peau de couleur foncée et à leurs yeux blancs, ils sont également bleus, violets, rouges ou verts selon l'élément qu'ils incarnent. Leurs attaques ont également été améliorées. Les sbires sont :   
- Evil Missile sbire (Zook)
- Evil Ent (Stump Smash)
- Evil Ninja sbire (Stealth Elf)
- Evil Imp sbire (Ghost Roaster)
- Evil Knight sbire (Chop Chop)
- Evil Witch sbire (Hex)
- Evil Amphibious Gillman (Gill Grunt)
- Evil Water Dragon (Zap)
- Evil Ice Yeti (Slam Bam)
- Evil Phoenix Dragon (Sunburn)
- Evil Eruptor (Eruptor)
- Evil Pyro Archer (Flameslinger)
- L'Hydre

Ils ont tous été détruits dans Skylanders: Spyro's Adventure pendant le combat final. L'hydre fut vaincue par les Skylanders et les autres sbires ont été détruits par Kaos à cause de leur incompétence face aux Skylanders. Durant la bataille finale, Kaos commençait par invoquer trois sbires et les détruisait pour rendre les trois prochains plus puissants et ainsi de suite. Cependant, certains d'entre eux semblent avoir survécu car ils apparaissent dans divers portes élémentaires de Skylanders: Giants. Ce sont :
- Evil Ninja sbire
- Evil Knight sbire
- Evil Water Dragon
- Evil Pyro Archer
- Evil Amphibious Gillman

#### Spellslamzer
Spellslamzer est un mage voyou et un champion d'arène qui apparait dans Skylanders Superchargers. Les skylanders le battent à l’Île de la Rixe pour qu'il leur dise l'emplacement de la Bibliothèque des mages voyous. Il est jouable une fois débloqué dans le sea racing pack.

#### Les ténèbres
Les ténèbres sont ce que Kaos cherche à répandre dans Spyro's Adventures, Swap Force et Superchargers. Ils constituent l'un des dix éléments des Skylands. Mais il peut être contrôlé pour faire le bien vu que certains skylanders font partie de cet élément et que Spyro peut devenir Dark Spyro. Les ténèbres ont été involontairement invoqués dans les Skylands avec le failotron.
Dans Spyro's adventure, Kaos a détruit le cœur de lumière qui empêchait les ténèbres de se répandre dans les Skylands. Mais les skylanders réussissent à reconstruire le cœur de lumière et à repousser les ténèbres.
Dans Superchargers, les ténèbres sont contenues dans le Sky Eater, une machine de destruction maléfique construite par Kaos pour avaler les Skylands. Ils gagnent une voix et disent à Kaos que s'il le nourrit de magie, ils conquerront avec lui non seulement les Skylands, mais aussi tout l'univers.
Les Skylanders parviennent cependant à détruire le Sky Eater, mais les Ténèbres survivent et gagnent maintenant un corps constitué de débris du Sky Eater. À bord de leur véhicule, les Superchargers parviennent à les vaincre.

#### Von Shelshock
Le baron Von Shelshock est un crabe apparaissant dans Swap Force et Superchargers.
Dans Swap Force, il a pris le contrôle de Motleyville. Il maléficie Whiskers et emprisonne Flynn et Tessa. Il est finalement battu par les skylanders.
Dans Superchargers, il annonce les concurrents à l’Île de la Rixe.

## Autres personnages

### Personnages principaux

#### Maître Eon
Maître Eon est connu pour être le plus grand Maître du portail. Il a une grande connaissance sur l'histoire des Skylands, et a la plus grande confiance en ses Skylanders et le nouveau Maître du Portail. Il apparaît dans chaque jeu durant des cinématiques.
En tant qu'humble garçon, Eon a commencé sa vie en nettoyant les casseroles dans la cuisine du maître du portail Nattybumpo. Lors des huit ans de son nettoyeur, il a réalisé qu'Eon n'était pas un garçon ordinaire quand il a accidentellement activé le portail de Nattybumpo et l'a téléporté dans le milieu de la mer crasseuse. Au fil des ans, il est devenu le plus grand maître du portail. Il a recruté un grand nombre de Skylanders pour qu'ils soient les champions légendaires de leur monde qu'ils sont aujourd'hui, de voir leurs capacités potentielles et uniques qui sont capables de lutter contre le mal dans les Skylands. Il a mené les Skylanders pour protéger le Cœur de Lumière et leur monde des forces des ténèbres. Finalement, Eon est devenu le dernier maître du portail et s'est affaibli avec l'âge, et il savait que ce n'était qu'une question de temps avant que les ténèbres ne reviennent un jour.
Dans Skylanders: Spyro's Adventure, Maître Eon a été confronté par l'obscurité, et Kaos est revenu pour tenter une nouvelle fois de conquérir les Skylands. Maître Eon a mené ses Skylanders contre les forces de Kaos dans la défense de la grande machine, mais le tyran maléfique a réussi à détruire le Cœur de lumière, transformer Eon en un esprit désincarné et bannir les Skylanders sur Terre. Eon a survécu sous forme d'un esprit, mais il ne pouvait pas lutter contre Kaos et les ténèbres sans son vrai corps. Il a cherché le nouveau maître du portail (le joueur) et l'a guidé pour sauver les Skylands.

#### Flynn
Flynn est un Mabu qui se fait appeler le « meilleur pilote de tous les Skylands ». Il aime beaucoup les enchiladas. Même s'il a une opinion exagérée de lui-même, Flynn a un bon cœur et est extrêmement optimiste. Il est aussi courageux. Flynn n'est pas la personne la plus intelligente du groupe, mais est apparemment très bien renseigné sur l'équipement de vol. Il est trop habitué aux machines.
Dans Skylanders: Spyro's Adventure, Flynn a aidé Hugo dans la recherche du nouveau Maître du Portail et les Skylanders sur l'Île brisé. Il aide les Skylanders en les transportant les trois premiers chapitres du jeu. Flynn est ensuite resté dans les ruines.
Dans Giants, Flynn a gagné une grande quantité d'argent pour avoir "vaincu Kaos".  Il a gaspillé tout l'argent de la récompense dans un navire maudit appelé Dread-Yacht, qu'il a utilisé pour aider les Skylanders à voyager.
Dans Swap Force, durant ses vacances, Flynn a été poussé dans une autre aventure quand une renarde nommée Tessa lui a demandé l'aide des Skylanders après que son village ait été attaqué par des greebles sous les ordres de Kaos. Après avoir échappé à leurs poursuivants, Flynn est allé avec les Skylanders à Fondubois.
Dans Trap Team, Flynn était présent lors de l'inauguration de l'Académie des Skylanders avec Cali et Hugo. Il a aidé les Skylanders sur leur voyage. Il s'est lié d'amitié avec Kaos quand il a rejoint les héros.
Dans Superchargers, il se retrouve capturé et enfermé par Kaos dans une prison dirigée par les Trolls avec Cali et Hugo, les Skylanders parviennent cependant à les délivrer. Dans cet opus, Flynn accompagne les Skylanders dans chaque missions. Dans la dernière mission du jeu, il révèle avoir le béguin pour Cali en disant que c'est sa dernière chance de "confesser son amour pour lui".

### Personnages Mineurs

#### Arbo
Arbo est un petit arbre anthropomorphe qui a une mauvaise mémoire. C'est le fils de Barbo et le frère de Larbo.
À un certain moment, Arbo allait être un Skylander. Mais l'idée a été abandonnée et il a été converti en un personnage secondaire.
Dans Skylanders: Spyro's Adventure, il a aidé les Skylanders à trouver les Graines de la vie et la source éternelle de la vie en convoquant un haricot géant.
Entre Spyro's Adventure et Trap Team, il a enseigné au Trap Master Bushwhack beaucoup de secrets. Il l'a même doté d'une hache en Traptanium enchantée.

#### Blobbers
Blobbers est un Mabu connu pour toujours faire les mauvais choix. Son descendant est Zeta Blobbers, qui est le leader de la Résistance dans la lutte contre l'empereur Wolfgang.
Dans Skylanders: Spyro's Adventure, les Skylanders ont aidé Blobbers en déplaçant une tortue du pont pour sauver d'autres villageois Mabus de l'autre côté. Il est apparu plus tard dans la mine Molekin, ayant conduit l'expédition minière Molekin.

### Voix françaises
| Voix françaises       | Personnages |
| --------------------- | --- |
| Marc Alfos †          | Chop Chop |
| Benoît Allemane       | Stump Smash, Tree Rex, Buzz |
| Féodor Atkine         | Baron Von Shellshock |
| Carole Baillien       | Bad Juju |
| Claire Baradat        | Spotlight, Avril, Mesmeralda, Wheeler, Cat et Pillar |
| Chantal Baroin        | Ninjini, Head Rush, Tidepool |
| Jessica Barrier       | Boom Bloom, Cali, Tazi |
| Patrice Baudrier      | Eruptor (Imaginators), Wash Buckler |
| Guillaume Beaujolais  | Trail Blazer |
| Patrick Béthune       | Grim Creeper, Spy Rise |
| Christèle Billault    | Collectionneuse |
| Fanny Bloc            | Stealth Elf, Chopscotch |
| Benjamin Bollen       | Food Fight |
| Patrick Borg          | Sharpfin, Cerveau |
| Paul Borne            | Fist Bump, Eye-Brawl, Grave Cobbler |
| Marc Bretonnière      | Eruptor, Bumble Blast, The Gulper, Bomb Shell, Cluck, Lux |
| Rémi Caillebot        | Spyro |
| Frédéric Cerdal       | Maître Eon, Pomfrey |
| Julien Chatelet       | Bash, Prism Break, High Volt, Brock, Fender |
| Olivier Cordina       | Thunderbolt, Fiesta |
| William Coryn         | Doom Stone |
| Emmanuel Curtil       | Hoot Loop, Agent 11 3/5 |
| Anaïs Delva           | Tessa, Cali (Swap Force) |
| Catherine Desplaces   | Gearshift |
| Marie Diot            | Roller Brawl, Torch, Bat Spin, Golden Queen, Mags, Beachcomber |
| Paolo Domingo         | Freeze Blade |
| Benoît DuPac          | Drill Sergeant |
| Marie Facundo         | Flashwing, Splat |
| Xavier Fagnon         | Wildfire, Chompy Mage (Imaginators) |
| Damien Ferrette       | Spyro (Spyro's Adventure) |
| Emmanuel Fouquet      | Zap |
| Alexandre Gillet      | Spyro (Imaginators) |
| Emmanuel Gradi        | Trigger Happy, Flameslinger, Dino-Rang, Double Trouble |
| Jochen Hägele         | Jawbreaker, Thrillipede |
| Anouck Hautbois       | Stormblade, Eye Scream |
| Emmylou Homs          | Whirlwind, Avellicia |
| Nathalie Homs         | Mère de Kaos |
| Bérangère Jean        | Tuff Luck |
| François Jerosme      | Magna Charge, Rip Tide |
| Jérôme Keen           | Rattle Shake, Pain-Yatta, Spellslamzer |
| David Krüger          | Nightshade |
| Jessie Lambotte       | Scratch |
| Arnaud Laurent        | Fling Kong |
| Virginie Ledieu       | Hex, Smolderdash, Star Strike |
| Laëtitia Lefebvre     | Punk Shock, Suanne |
| Céline Legendre-Herda | Nightfall, Barbella |
| Sylvain Lemarié       | Hot Head, Wallop, Ka-Boom, Cuckoo Clocker, Brawl and Chain, Krankenstein |
| Martial Le Minoux     | Jet-Vac, Scorp, Cobra Cadabra, High Five, Rubble Rouser, Shield Shredder, Threatpack, Slobber Trap, Smoke Screen, Auric, Fantôme Machine, Pipsqueak, Barbaveugle, Dragon des Nimbus |
| Gilbert Levy          | Kaos, Warnado, Fire Kraken |
| Daniel Lobé           | Crusher |
| Maître Gims           | King Pen |
| Frédérique Marlot     | Echo, Ember, Ordinateur du Cyclotron, Ordinateur du Sky Eater, Chenilles |
| Kelly Marot           | Chill, Persephone |
| Sarah Marot           | Sprocket, Chenilles |
| Patrice Melennec      | Night Shift |
| Michel Mella          | Camo |
| Céline Melloul        | Sonic Boom, Aurora, Reine Cumulus, Heeler, Reed, Lumiosa |
| Thierry Mercier       | Zoo Loo, Ambush |
| Bernard Métraux       | Slam Bam, Snap Shot, Crossbones |
| Bruno Méyère          | Funny Bone, Dive-Clops, Shrednaught (Troll 1), Pandergast, Oiseau bloqueur |
| Éric Missoffe         | Diggs, Snuckles |
| Cyrille Monge         | Flynn |
| Gilles Morvan         | Terrafin |
| Coco Noël             | Déjà Vu, La Cheftaine |
| Marie Nonnenmacher    | Cynder, Persephone (Superchargers), Quigley, Chicha |
| Benjamin Pascal       | Hot Dog, Bushwhack, Loggins |
| Jérôme Pauwels        | Glumshanks, Rufus, Conseillère Gillman |
| Patrick Pellegrin     | Bouncer, Blastermind |
| Marc Perez            | Trap Shadow, Tae Kwon Crow, Sal |
| Éric Peter            | Thumpback, Lob-Star, Cross Crow, Bowers |
| Yann Pichon           | Flip Wreck, Gumbus |
| Frédéric Popovic      | Boomer, Wolfgang, Pluck |
| Jérémy Prévost        | Wrecking Ball, Dr. Krankcase, Shrednaught (Troll 2), Blaster-Tron |
| Emmanuel Rausenberger | Hugo |
| Stéphane Ronchewski   | Wind-Up, Blades, Tussle Sprout, Broccoli Guy, Seigneur Stratosfear |
| Magali Rosenzweig     | Stealth Elf (Imaginators), Dreamcatcher |
| Philippe Roullier     | Free Ranger, Grilla Drilla, Knight Light, Gorm, Maire Mcfeety, Thunder Tow |
| Annabelle Roux        | Knight Mare |
| Marc Saez             | Pop Fizz, Chompy Mage, Bruiser Cruiser, Oiseau bloqueur |
| Antoine Schoumsky     | Stink Bomb |
| Adrien Solis          | Fright Rider, Hugo, Renards |
| Frédéric Souterelle   | Gill Grunt, Drobot, Chef Pepper Jack, Conquérateur Arkeyan, Drill-X, Blubberbeard, Wheelock, Diggle                                                                                 |
| Franck Sportis        | Shroomboom, Countdown, Boom Jet, Spitfire |
| Gérard Surugue        | Ghost Roaster, Smash Hit |
| Antoine Tomé          | Ignitor, Blackout, Blast Zone, Krypt King, Hood Sickle, Conseiller Yéti, Marionnettes, Chenilles, Draeger, Terreur de la Création                                                   |
| Franck Tordjman       | Comte Moneybone |
| Brigitte Virtudes     | Mesmeralda (chanson), Franny Nondée |
| Jérémy Zylberberg     | Chopper, Astroblast, Starcast, Luminous, Headwick, Slam Bam, Pierrot |